# Amerikanische Revolution
Als Amerikanische Revolution werden die Ereignisse bezeichnet, die zur Loslösung der Dreizehn Kolonien in Nordamerika vom Britischen Empire und zur Unabhängigkeit der Vereinigten Staaten von Amerika führten. Der Beginn der Revolutionszeit wird zumeist mit dem Jahr 1763 angegeben, als Großbritannien begann, nach seinem Sieg im Franzosen- und Indianerkrieg die Verwaltung und Besteuerung seiner nordamerikanischen Kolonien zu reformieren, was dort bald zu Protesten führte. Der Konflikt eskalierte in den 1770er-Jahren bis hin zum Ausbruch des Amerikanischen Unabhängigkeitskrieges 1775 und der förmlichen Unabhängigkeitserklärung der Vereinigten Staaten am 4. Juli 1776. Darin wurden zum ersten Mal in der Geschichte des Westens fundamentale Menschenrechte wie das Recht auf Leben, Freiheit und das Streben nach Glück staatsrechtlich verankert. Das Ende der Revolutionszeit wird oft mit dem Jahr 1783 angesetzt, in dem die Briten nach ihrer Niederlage im Frieden von Paris die Unabhängigkeit der USA anerkennen mussten. Andere Historiker rechnen zur Revolutionszeit noch die Jahre bis zur Ratifizierung der bis heute gültigen Verfassung der Vereinigten Staaten und der Vereidigung George Washingtons als ersten Präsidenten am 30. April 1789.

Vor der Unabhängigkeitsbewegung: Die Dreizehn Kolonien sind rot markiert, die rosa Fläche wurde von Großbritannien nach dem Franzosen- und Indianerkrieg beansprucht und die orange Fläche wurde von Spanien beansprucht. (Auf dieser Karte ist der Großteil von Britisch-Nordamerika nicht zu sehen.)

## Ursprünge, langfristige Ursachen und Vorgeschichte (ca. 1600–1763)
In den frühen 1760ern herrschte das Königreich Großbritannien unter dem Haus Hannover über ein großes Imperium auf dem nordamerikanischen Kontinent. Zusätzlich zu den dreizehn britischen Kolonien hatte der Sieg im Siebenjährigen Krieg Großbritannien Zugriff auf Neufrankreich und das spätere Kanada, Spanisch-Florida und die Gebiete der indigenen Bevölkerung östlich des Mississippi River gegeben.

### Die amerikanischen Kolonien vor dem Siebenjährigen Krieg
Wie jede bedeutende historische Begebenheit war auch die Amerikanische Revolution „keine Geburt aus dem Nichts“, sondern vielmehr das Resultat einer langwierigen Entwicklung, die sich über einen Zeitraum von mehr als 150 Jahren erstreckt hatte. Bereits in der Vorgeschichte sind einige der Ursachen und Voraussetzungen der nachfolgenden Entwicklung verwurzelt, weswegen es auch bei der Amerikanischen Revolution gilt, zwischen kurzfristig akuten und langfristig latenten Ursachen zu unterscheiden. Wenn dabei auch nicht ein detailreiches Narrativ der gesamten Kolonialgeschichte vonnöten ist, so sind die kolonialen Strukturen und Voraussetzungen doch zum Verständnis der Amerikanischen Revolution erforderlich und daher für eine Analyse der Amerikanischen Revolution unabdingbar. Im Folgenden wird daher auf die latent-langfristigen Ursachen eingegangen, bei denen zwischen Strukturen wirtschaftlich-ökonomischen, administrativ-politischen, gesellschaftlich-sozialen, religiösen und mentalen Charakters unterschieden wird.

#### Entstehungsprozess der amerikanischen Kolonien

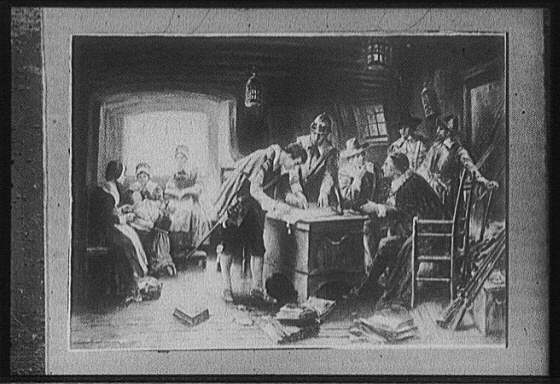
Am 21. November 1620 unterzeichnete eine Gruppe von Puritanern, die aus religiösen Motiven nach Amerika eingewandert waren, bei ihrer Ankunft in Cape Cod einen Vertrag, der ihre weitere Handlungsweise bestimmen sollte. Der entstandene „Mayflower Compact“ mit seinen demokratischen Ansätzen hat im Nachhinein das Amerikanische Selbstverständnis geprägt.

Im Laufe des 17. Jahrhunderts war das „kolonialpolitische“ Interesse europäischer Seefahrer am nordamerikanischen Kontinent zunehmend gewachsen. Während Spanien, Frankreich und die Niederlande dabei lediglich Handelsstützpunkte errichteten, bevorzugte England den Bau befestigter Siedlungen. Die ersten englischen Siedlerpioniere, bei denen es sich um Seefahrer, Privatpersonen oder religiöse Gruppen handelte, die die Erlaubnis zur Kolonisation durch königliche Freibriefe erhalten hatten, erreichten Amerika Anfang des siebzehnten Jahrhunderts.
Die Motivation der Siedler war vielfältig – die Gründe für die Migration reichten von religiösen Motiven über die Aussicht auf freien Landkauf bis zur allgemeinen Hoffnung auf bessere Lebensverhältnisse. Dabei werden Motive, die Anlass zu Auswanderung gaben, und Gründe, die die Einwanderung bewirkten, unterschieden (Push-Pull-Modell der Migration).
Erste Siedler, die 1607 die Ostküste erreichten und die Siedlung Jamestown in Virginia gründeten, waren hauptsächlich durch die Aussicht auf Abenteuer und Reichtum zur Einwanderung bewegt worden. Ein weiteres – äußerst bekanntes – Beispiel der frühen Besiedlung Amerikas ist die religiös motivierte Einwanderung der sogenannten Pilgerväter, einer Gruppe von Puritanern, die immer wieder mit der Hierarchie der anglikanischen Kirche in Konflikt geraten waren. Anstatt, wie es ihre Absicht war, nach ihren Vorstellungen einen religiösen Freiheitsstaat in Virginia zu gründen, landete ihr Schiff, die Mayflower, viel weiter nördlich, in der späteren Kolonie Massachusetts, in Cape Cod nahe dem heutigen Boston. Das zukünftige Vorgehen der Siedler wurde durch einen Vertrag geregelt, den „Mayflower Compact“. An der Spitze der Plymouth Plantation standen von den Bewohnern gewählte Kirchenvertreter. Schon in der kirchendemokratischen Ordnung dieser Puritanergemeinde ist der Kern des späteren amerikanischen Selbstverständnisses zu erkennen, zu dem individuelle Selbstbestimmung, Demokratie, Freiheit und Gleichheit gehören.

#### Wirtschaftliche Verhältnisse
Im Zuge weiterer Einwanderungswellen waren Mitte des 18. Jahrhunderts dreizehn amerikanische Kolonien entstanden, die allesamt dem Herrschaftsbereich der britischen Krone unterstanden. Während im Norden Farmwirtschaft (vor allem Mais und Getreide) herrschte, hatte sich in den südlichen Kolonien eine Plantagenwirtschaft (bevorzugter Anbau von Baumwolle, Indigo, Reis und Tabak) herausgebildet, zu der afroamerikanische Sklaven hinzugezogen wurden (s. u.). Da die außerkontinentale Nachfrage maßgeblich für den Absatz der dort erzeugten Produkte verantwortlich war, beeinflusste sie im Wesentlichen Umsatz und Gewinn der südstaatlichen Großgrundbesitzer (Angehörige der „Pflanzeraristokratie“, auch als Gentlemen Farmers bezeichnet (s. u.)). Daher waren die südlichen Kolonien besonders von der Außenwelt abhängig. In den mittelatlantischen Kolonien kam es ferner zur Entstehung einiger florierender Hafenstädte, allen voran Boston. Der Seehandel bildete nun im Allgemeinen einen bedeutenden Wirtschaftssektor in der neuengländischen Welt.
Schon in dieser Zeit lässt sich eine grundlegende Meinungsverschiedenheit zwischen den amerikanischen Kolonien und dem britischen Mutterland erkennen. Da die englische Krone die Kolonien hauptsächlich als wirtschaftlichen Umschlagplatz und Rohstoffquelle ansah, die ihr Profit bescheren sollte und ihrer Autorität unterstand, sah sie sich auch dazu berechtigt, Steuern in den Kolonien zu erheben. Die Amerikaner hingegen sahen den „Iron Act“ (deutsch: „Eisengesetz“) von 1750 oder die in den „Navigation Acts“ (deutsch: „Navigationsgesetze“, 1707) bestimmten Regelungen als eine Einschränkung ihrer wirtschaftlichen Freiheiten an. Dieser ökonomische Interessenkonflikt, der lange im Untergrund schwelte, bildet eine wesentliche Ursache der Amerikanischen Unabhängigkeitsbewegung. Die Finanzkrise der britischen Krone infolge des Siebenjährigen Krieges und die daraus resultierenden Steuergesetze führten daraufhin zu einer weiteren Verschärfung der Meinungsverschiedenheiten und zum Ausbruch des Konfliktes.

#### Politisch-administrative Verhältnisse – Die Krise des Ancien Régime in Nordamerika
An der kolonialen Verwaltung war die amerikanische Bevölkerung bereits vor dem Siebenjährigen Krieg relativ stark beteiligt. Neben den vom König eingesetzten Gouverneuren und Gouverneursräten existierten Unterhäuser (Lower Houses, sogenannte Assemblies) als selbstverwaltende Instanzen.
Ursprünglich waren diesen Institutionen lediglich repräsentative Funktionen zugedacht, aber in der Realität erlangten sie immer mehr politische Macht. In einem ersten Schritt gelang es ihnen, auf finanzpolitischer Ebene die Befugnis zur alleinigen Steuerkontrolle zu erlangen. Daraus resultierte eine finanzielle Bindung der königlichen Beamten an die Lower Houses. Die Steuerpolitik erwies sich nämlich als ein recht effektives politisches Druckmittel, von dem in einigen Kolonien durchaus Gebrauch gemacht wurde.
Diese „Politik des finanziellen Drucks“ hatte laut Horst Dippel eine langfristige Instabilität der Kolonialherrschaft und eine Krise des Ancien Régime in Nordamerika zur Folge, die mit dem Autoritätsverlust der englischen Gouverneure einherging. Das politische Mächteverhältnis hatte sich immer mehr zugunsten der aufstrebenden Unterhäuser verschoben, welche zunehmend an Selbstbewusstsein gewannen und sich als „die eigentlichen Sachwalter“ der politischen Angelegenheiten verstanden. Aus diesen Gründen hält Dippel die politischen Strukturen für die Ebene, der die größte Bedeutung hinsichtlich der späteren Revolution zukomme. Die Selbstverwaltung in vorrevolutionärer Zeit habe nämlich die politische Erfahrung erhöht, die insbesondere für die revolutionären Eliten später von Vorteil sein sollten.

#### Soziale Verhältnisse, kulturelles Selbstverständnis und regionale Disparitäten

##### Soziale Eliten
Innerhalb weniger Jahrzehnte lag die durchschnittliche Körpergröße eines Amerikaners über der eines Europäers. In den Kolonien herrschten allgemeiner Wohlstand und vergleichsweise hohe Löhne. Sogenannte Gentlemen Farmers, reiche Großgrundbesitzer (s. o.), bildeten im Süden die Spitze der amerikanischen Gesellschaft. In Pennsylvania stellte hingegen die Proprietary Gentry die politische Elite, während es in Massachusetts Juristen waren, die sogenannten Lawyers, die die gesellschaftliche Führungsschicht bildeten. Dennoch waren die sozialen Differenzen geringer als in Europa, wo das Ständesystem die Gesellschaft in drei Klassen teilte, und wurden aufgrund der allgemein guten Lebensverhältnisse und des gleichen Rechtsstatus der freien weißen, männlichen Bevölkerung hingenommen.

##### Sklaverei
Eine Ausnahme bildete die Rechtsstellung der afroamerikanischen Sklaven, die – dadurch dass sie fast ausschließlich auf den südstaatlichen Plantagen als Arbeitskräfte eingesetzt wurden – (neben den oben genannten wirtschaftlichen Unterschieden zwischen nördlichen, mittelatlantischen und südlichen Plantagen) ebenfalls die regionalen Differenzen weiter erhöhten. Zur Arbeit auf den südstaatlichen Plantagen waren sie unter widermenschlichen Bedingungen aus Afrika importiert worden – schon auf der Überfahrt kam aufgrund von Platzmangel ein Drittel um. Unter ähnlichen Umständen verlief ihr weiteres Leben und ihre Arbeit auf den südstaatlichen Plantagen. Dabei hatten die Rechtlosen auch mit Diskriminierung und sozialer Ausgrenzung zu rechnen. Kinder, die weiße Kolonisten mit Afroamerikanerinnen gezeugt hatten, wurden als „colored“ bezeichnet und als „rassisch minderwertig“ angesehen.

##### Kulturelles Selbstverständnis
Laut dem Historiker Willi Paul Adams wurden die Einwohner der amerikanischen Kolonien in London im Allgemeinen als „Untertanen zweiter Klasse“ angesehen. Die Briten sahen sich demzufolge als höherwertig an. Neben dem daraus resultierenden amerikanischen „Minderwertigkeitsgefühl“ habe es jedoch auch ein Überlegenheitsbewusstsein gegeben, so Adams: Dieser „Überlegenheitskomplex“ rühre von dem Selbstbewusstsein her, das die amerikanischen Kolonisten durch die calvinistisch-puritanisch-protestantische Glaubensausübung und die religiösen Erweckungsbewegungen jener Zeit erlangt hätten.

#### Religiöse Entwicklungen
Die Erste Große Erweckung (The First Great Awakening, 1730er und 1740er Jahre) war die amerikanische Fortsetzung früherer religiöser Erweckungen in Europa und führte zur Infragestellung der Autorität bestehender religiöser Institutionen, insbesondere (aber nicht ausschließlich) der Church of England. Die Erweckung betonte individuelles Gewissen und individuelle Erfahrung als wichtige Quellen der religiösen Erfahrung. Dies schloss ein starkes Element des Klassenkampfes ein: Gott erteilte seine Gnade jedem Menschen, unabhängig von sozialer Herkunft und Grad der Ausbildung. Das war eine direkte Herausforderung der Anschauung der Oberklasse über die Höherwertigkeit der Autoritäten – und eine Grundlage für spätere revolutionäre Ideen; es war zugleich das erste Ereignis, das als gemeinsame Erfahrung durch alle Kolonien strömte, von Neuengland bis nach North Carolina und South Carolina.
Außerdem sahen sich die Puritaner von der Vorsehung dazu auserwählt, auf dem nordamerikanischen Kontinent ein „neues Jerusalem“ aufzubauen. Die religiöse Gruppierung der Quäker, die sich vor allem in Pennsylvania niedergelassen hatte, befürwortete hingegen die Idee eines „vom Gedanken der Toleranz“ getragenen Zufluchtsortes „religiöser Minderheiten“.

#### Beeinflussung durch europäische Ideen der Aufklärung
Die Auswirkungen der frühen wissenschaftlichen Revolution hatten einen immer größeren Einfluss auf das tägliche Leben und das bewusste Denken von jedermann. Die zunehmenden Veröffentlichungen und der Gedankenaustausch zwischen Gleichgesinnten öffneten neue Gebiete für Fragen und Betrachtungen. Die frühen Werke von Denkern wie John Locke wurden Grundlage für Männer wie Montesquieu. Die deistischen Ansichten einiger der Gründerväter und ihre Meinungen über die passende Art der Regierung hatten ihre Wurzeln in der europäischen Aufklärung und wurden Grundlage für Ideen wie die Trennung von Kirche und Staat und anderer Freiheiten. Die Naturrechtsideen der Unabhängigkeitserklärung beruhen beispielsweise auf John Locke, die Gewaltenteilung und das System der gegenseitigen Kontrolle (Checks and Balances) in der amerikanischen Verfassung gehen hingegen auf die Staatstheorie Montesquieus (Vom Geist der Gesetze) zurück. Die Aufklärung lieferte die notwendige theoretische Grundlage für die Amerikanische Revolution. Mit der amerikanischen Unabhängigkeitsbewegung wurden aber zugleich auch die staatstheoretischen und gesellschaftlichen Ideen der Aufklärung erstmals politisch verwirklicht.

### Ausgangslage – Politische und finanzielle Verhältnisse infolge des Siebenjährigen Kriegs

#### Finanzkrise
Aus dem Siebenjährigen Krieg ging Großbritannien im Pariser Frieden 1763 als Sieger hervor. Frankreich musste seine nordamerikanischen Kolonien (darunter Kanada) abtreten und erhielt im Gegenzug lediglich die Inseln Martinique und Guadeloupe zurück. Großbritannien hatte sich dadurch zwar im Machtkampf um die Vorrangstellung auf dem nordamerikanischen Kontinent behauptet, doch hatte die britische Staatsverschuldung während der Kriegsjahre das alarmierende Niveau von 133 Millionen Pfund Sterling erreicht. „Allein die Zinsen verschlangen über 5 Millionen Pfund im Jahr“.

#### Pontiac-Aufstand
Ein Krieg gegen Frankreichs ehemalige indianische Verbündete (Pontiac-Aufstand) führte, wenn auch nicht zur Eroberung, so doch zu Befriedung der westlichen Grenzländer.

#### Unfähigkeit der britischen Regierung
Im Angesicht dieser ökonomischen Krisensituation, die sich aus dem Franzosen- und Indianerkrieg (wie die Auseinandersetzungen des Siebenjährigen Kriegs, die auf amerikanischem Boden ausgetragen wurden, genannt werden) und dem Pontiac-Aufstand ergeben hatte, waren wirtschaftliche und politische Reformen vonnöten. Der neu gekrönte König Georg III. wollte daher gemeinsam mit seinem Premierminister Lord North seine nordamerikanischen Besitzungen neu ordnen. Um sein Imperium stabiler und profitabler werden zu lassen, wurde eine neue Wirtschafts- und Landverteilungspolitik umgesetzt.
Viele Probleme erkannte die britische Regierung, sei es die Krone oder das Parlament, dabei jedoch nicht früh genug. George III. war mit der politischen Situation in vielen Angelegenheiten überfordert und reagierte daher – wie auch Premierminister Lord North oder andere seiner Minister – oftmals zu spät.

## Der Weg zur Rebellion (1763–1773)

### Streit um das Land im Westen

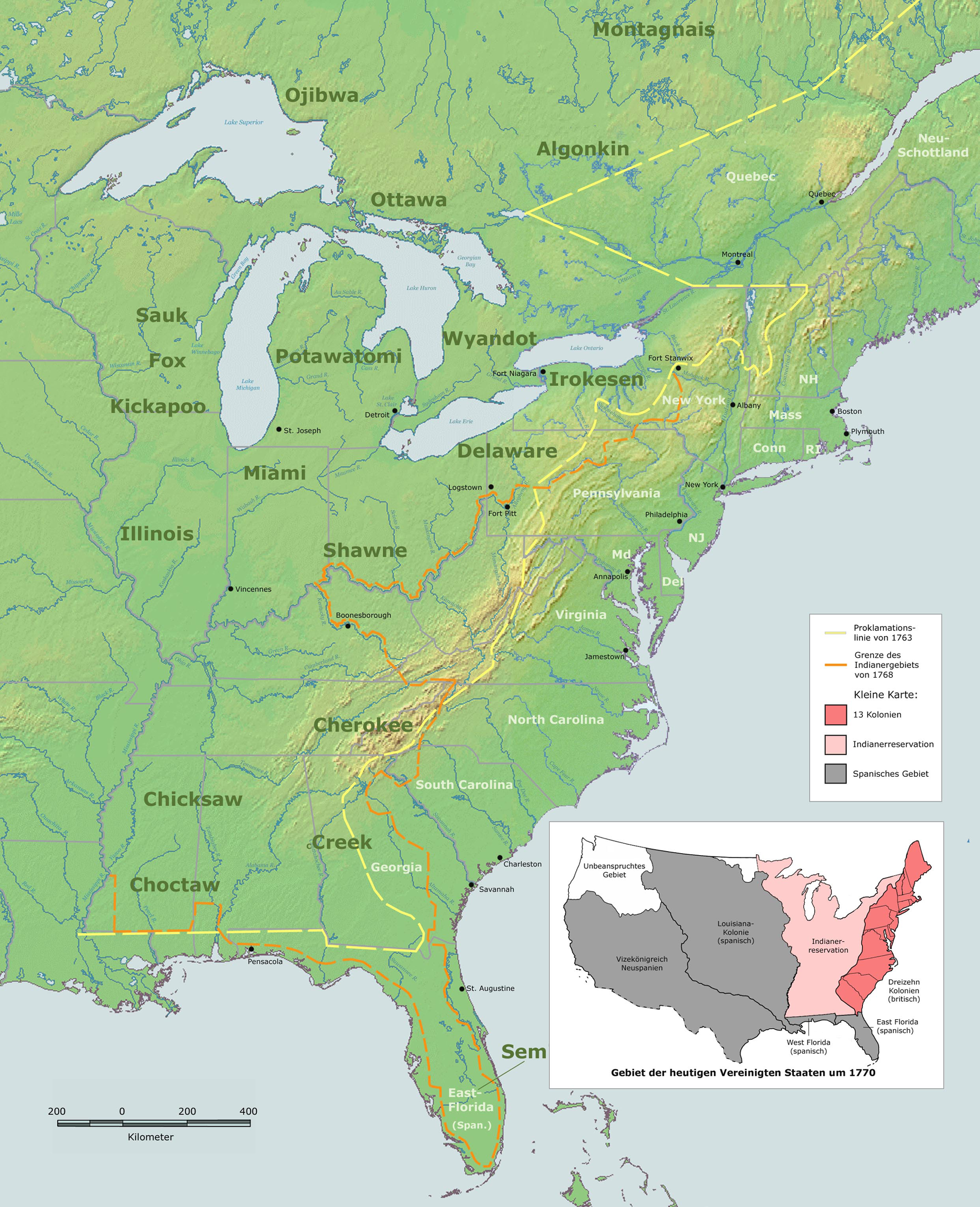
Östliches Nordamerika im Jahre 1770 mit der Proklamationslinie nach der Königlichen Proklamation von 1763 (gelb) und nach einer Abwandlung ihres Verlaufs im Vertrag von Fort Stanwix 1768 (orange).

Als Maßnahme der neuen Landverteilungspolitik wurde 1763 die britische Königliche Proklamation erlassen. Sie sollte – letztlich auch als späte Reaktion auf den Pontiac-Aufstand – in erster Linie weitere Konflikte zwischen amerikanischen Ureinwohnern (Indianern) und britischen Siedlern verhindern. König George III. hatte dazu ohne eine Befragung des britischen Parlaments angeordnet, Neuansiedlung und Landerwerb in Gebieten westlich der Appalachen für gesetzeswidrig zu erklären und somit den legalen Siedlungsbereich entscheidend einzuschränken. Die Kolonien reagierten daraufhin mit einer Welle der Empörung: Zahlreiche Landspekulationsgesellschaften und insbesondere Siedler äußerten ihren Unmut, „statt diesen Ansatz zur späteren Reservatepolitik zu akzeptieren“. Die Proklamation, die ursprünglich vorgesehen hatte, den Siedlungsbereich auf das Gebiet östlich der Appalachen einzuschränken, verlor de facto immer mehr an Wirkungskraft. Die Anzahl der Verstöße erreichte wohl mehrere Tausend. Gruppen von Siedlerpionieren und Squatters, zum Beispiel unter Daniel Boone, überschritten entgegen dem königlichen Willen die Proklamationsgrenze und stießen gewaltsam mit Shawnee und anderen Völkern zusammen, die in diesen Gebieten siedelten.
Ebenso wie die wirtschaftlichen Reformen trugen die Regelungen der Königlichen Proklamation daher keineswegs zu einer Verbesserung der Situation bei, sondern verschärften vielmehr noch die angeheizte Lage.

### Wirtschaftliche Streitigkeiten
Aufgrund der drohenden Staatspleite begann die Krone 1766 eine Reihe wirtschaftlicher Schritte zu unternehmen, um mehr Einnahmen aus den Kolonien zu erhalten. Die Vorgaben wurden damit gerechtfertigt, dass die Kolonisten die Vorteile des Friedens genossen, der erstritten worden war. Viele Amerikaner waren hingegen der Meinung, dass sie durch ihren Einsatz in den Franzosen- und Indianerkriegen ausreichend für das Wohl ihres Mutterlandes gesorgt hätten.
Theoretisch hatte Großbritannien bereits durch die Navigationsakte die Wirtschaft der Kolonien reguliert und aus dem Seehandel profitiert, aber eine weitgehende Nichtbeachtung dieser Gesetze (sogenannte wohlwollende Nichtbeachtung, salutary neglect) wurde lange toleriert. Nun wurde jedoch durch die Anwendung unbegrenzter Durchsuchungsbefehle (gerichtliche Ausführungsanordnung) eine strenge Vollstreckung zur Praxis. 1761 behauptete der Rechtsanwalt James Otis Jr. aus Massachusetts, dass die Ausführungsanordnungen die verfassungsmäßigen Rechte verletzten. Er verlor den Prozess, aber John Adams schrieb später: „Die amerikanische Unabhängigkeit wurde dort und zu dieser Zeit geboren.“

#### Übersicht über die vorrevolutionären Ereignisse

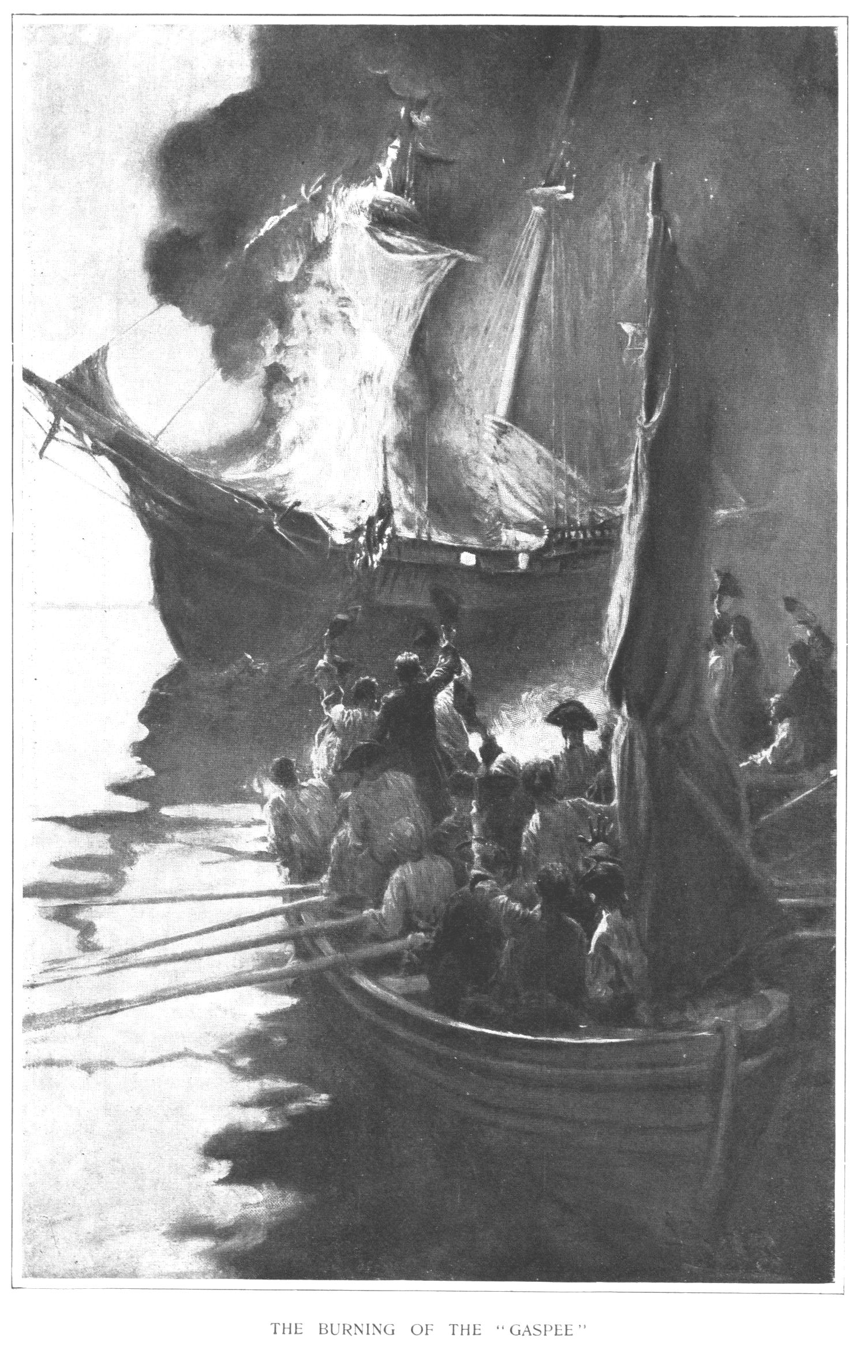
In der Gaspéeaffäre vom 9. Juni 1772 enterten Mitglieder der Sons of Liberty den englischen Schoner HMS Gaspée und setzten ihn in Brand; künstlerische Darstellung der brennenden Gaspée, 1883 in Harper’s New Monthly Magazine veröffentlicht

- bisher: Beschränkung der wirtschaftlichen Freiheiten durch die im Iron Act (1750) und den Navigation Acts (1707) geregelten Bestimmungen, aber die tatsächliche Umsetzung der Gesetze wird mit salutary neglect (wohlwollende Nachlässigkeit) gehandhabt
- 1758: In der Kolonie Virginia wirft der Parson’s Cause um die Besoldung der anglikanischen Geistlichen infolge der Two Penny Acts (1755, 1758)[17] grundlegende Fragen über das Verhältnis des Königreichs Großbritannien zu den britischen Kolonien auf.
- 1763: Nach der erfolgreichen Beendigung des Siebenjährigen Krieges befindet sich die britische Krone in finanziellen Schwierigkeiten. An der Tilgung der Schuldenlast sollen auch die amerikanischen Kolonien beteiligt sein. Es folgt die Einführung von Gebühren und Zöllen in den Kolonien:
  - 5. April 1764: Sugar Act (Zuckergesetz)
  - 22. März 1765: Der Stamp Act (Stempelgesetz) betrifft durch seine Regelungen erstmals große Teile der Bevölkerung. Da es sich um eine direkte Gebühr – und nicht mehr nur um einen Zoll – innerhalb des Territoriums der dreizehn Kolonien handelt, erfasst der koloniale Protest eine breite Masse.
- 18. März 1766: Infolge der Stamp-Act-Proteste kommt es zur Aufhebung des Stamp Act; Zugleich wird jedoch der Declaratory Act (Erklärungsgesetz) verabschiedet, der das volle Recht der britischen Regierung, Steuern in den Kolonien zu erheben, konstatiert.
- 2. Juni 1767: Townshend Acts
- 5. März 1770: Massaker von Boston
- 12. März 1770: Aufhebung der Townshend Acts
- 9. Juni 1772: Gaspéeaffäre
- 10. Mai 1773:  Tea Act
- 16. Dezember 1773: Boston Tea Party

#### Sugar Act
1764 führten Sugar Act (Zuckergesetz) und Currency Act (Währungsgesetz) des britischen Premierministers George Grenville zu wirtschaftlicher Not in den Kolonien. Proteste führten zum Boykott britischer Waren und zum Aufkommen des populären Slogans No taxation without representation („Keine Besteuerung ohne Repräsentation“), mit dem die Kolonisten unter Berufung auf die kolonialen Gründungsbriefe und die Magna Charta ausdrückten, dass nur ihre Kolonialparlamente und nicht das Parlament des Vereinigten Königreichs Steuern von ihnen erheben könnten. In den Kolonien wurden Korrespondenzkomitees gebildet, die den Widerstand koordinierten. Bislang hatten die Kolonien wenig Neigung zu gemeinsamen Aktionen gezeigt. Grenvilles Bestimmungen brachten sie zusammen.

#### Stamp Act und Declaratory Act

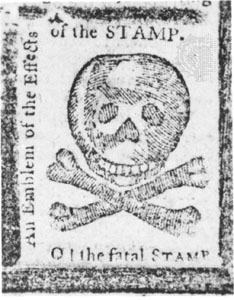
Reaktion im Pennsylvania Journal auf das Stempelgesetz, Oktober 1765

Ein Meilenstein der Unabhängigkeitsbewegung war 1765, als Grenville den Stamp Act (Stempelgesetz) als einen Weg durchsetzte, die Truppeneinquartierung in Nordamerika zu finanzieren. Das Stempelgesetz sah vor, dass allen offiziellen Dokumenten, kommerziellen Verträgen, Zeitungen, Prospekten und Spielkarten in den Kolonien ein Steuerstempel aufgedruckt sein musste. Damit handelte es sich erstmals um eine direkte Besteuerungsgebühr innerhalb der Kolonien, wohingegen das zuvor verabschiedete Zuckergesetz eher einer Art Zoll geähnelt hatte. Der koloniale Protest erfasste nun eine breite Masse. Durch die britische Besteuerung kam es immer mehr zur Entfremdung zwischen Kolonien und Mutterland. Patriotische Gruppierungen wie die Söhne der Freiheit wurden in jeder Kolonie gebildet und setzten sich offen dafür ein, die Durchführung des Stempelgesetzes zu verhindern. Infolge der Virginia Resolves erreichte der Aufruhr seinen Höhepunkt mit dem Stamp Act Congress (Stempelgesetzkongress), der im Oktober 1765 eine Schrift als Zeichen des Protests an das Parlament schickte. Das Parlament antwortete am 18. März 1766 mit der Aufhebung des Stempelgesetzes, betonte aber mit dem eingeschlossenen Declaratory Act (Erklärungsgesetz) seine legale Autorität über die Kolonien „in allen Belangen“.

#### Townshend Acts
Die Folgen ließen nicht lange auf sich warten. 1767 verabschiedete das Parlament die Townshend Acts (Townshendgesetze), die eine Steuer auf einige Grundbedarfsgüter erhob, die von den Kolonien importiert wurden, einschließlich Glas, Farbe, Blei, Papier, Leder, Damenhüte, Kaffee und Tee. Dabei hatte der Urheber des nach ihm benannten Gesetzes, Schatzmeister Charles Townshend, einen Teil der Steuereinnahmen zur Finanzierung der in den amerikanischen Kolonien stationierten Soldaten vorgesehen. Auch die Kolonisten sollten dadurch von ihren Steuerzahlungen profitieren, etwa bei der Sicherung von Siedlungsgrenzabschnitten. Der andere Teil sollte jedoch – zum Unmut der amerikanischen Patrioten – zur Bezahlung britischer Beamter, die im Dienst der Krone standen, verwendet werden. Obwohl es sich also „nur“ um einen Zoll auf importierte Güter handelte, akzeptierte der Großteil der Whigs die Gesetze aufgrund des zweiten Verwendungszweckes nicht. Die kolonialen Vertreter Massachusetts’, James Otis und Samuel Adams, riefen daraufhin im Massachusetts Circular Letter vom 11. Februar 1768 (Massachusetts Rundbrief) zu Boykotts der britischen Importe auf. Obwohl der britische Kolonialsekretär Earl of Hillsborough davor warnte, dass die örtlichen Kolonialversammlungen, falls sie dem Beispiel Massachusetts folgen sollten, allesamt aufgelöst würden, stimmten diese dem Massachusetts Circular Letter durch schriftliche Meinungsäußerung zu.

#### Verschärfung der Konfliktlage und das Massaker von Boston

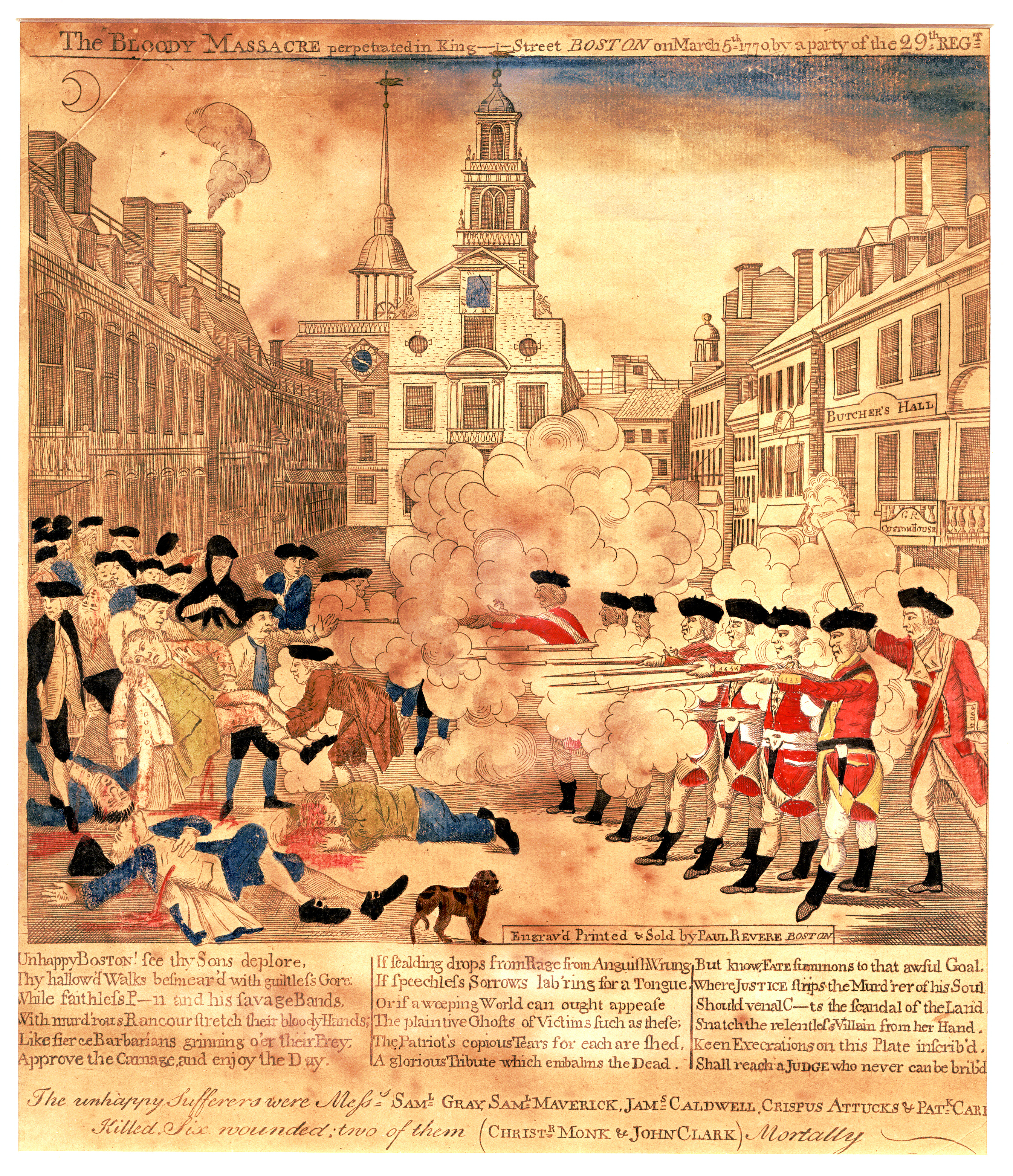
Diese übertriebene Darstellung des Bostonmassakers von Paul Revere hatte das Ziel, den Widerstand gegen die militärische Besetzung Bostons zu entfachen.

Schon während der gesamten Rebellion war Massachusetts die aufbegehrendste der dreizehn amerikanischen Kolonien gewesen. Kurz vor 1770 radikalisierte sich die Lage in Boston weiter: Unter anderem wurde die „Liberty“, ein Schiff des kolonialen Händlers John Hancock, des Schmuggels verdächtigt und am 10. Juni 1768 von Zollbeamten in Boston beschlagnahmt. Außerdem erhielt die Organisation der „Sons of Liberty“ enormen Zulauf. Wütende Straßenproteste veranlassten die Zollbehörden, nach London zu berichten, dass sich Boston im Ausnahmezustand befinde. Im Oktober 1768 trafen zwei Regimenter britischer Truppen in Boston ein, was dazu führte, dass sich die Spannungen weiter verschärften. Die Entwicklung fand ihren Höhepunkt am 5. März 1770 im Massaker von Boston, als britische Soldaten des 29th Regiment of Foot in eine wütende Menschenmenge feuerten und fünf Menschen töteten. Revolutionäre Agitatoren wie Samuel Adams benutzten dieses Ereignis, um den öffentlichen Widerstand zu schüren, aber nach der Gerichtsverhandlung über die Soldaten, die von John Adams verteidigt wurden, legten sich die Spannungen. Bis heute hat sich die von amerikanischer Seite stammende Bezeichnung der Ereignisse als Massaker gehalten.
Die Townshendgesetze wurden 1770 zurückgenommen, und es wurde theoretisch möglich, dass weiteres Blutvergießen in den Kolonien hätte verhindert werden können. Die britische Regierung hatte aber eine Steuer des Townshendgesetzes bestehen lassen, als Symbol ihres Rechtes, die Kolonien zu besteuern – die Teesteuer. Für die Unabhängigkeitskämpfer, die standhaft das Prinzip vertraten, dass nur ihre kolonialen Vertreter sie mit Steuern belegen konnten, war auch nur eine Steuer zu viel.

#### Tea Act, Boston Tea Party und Beginn der Revolution

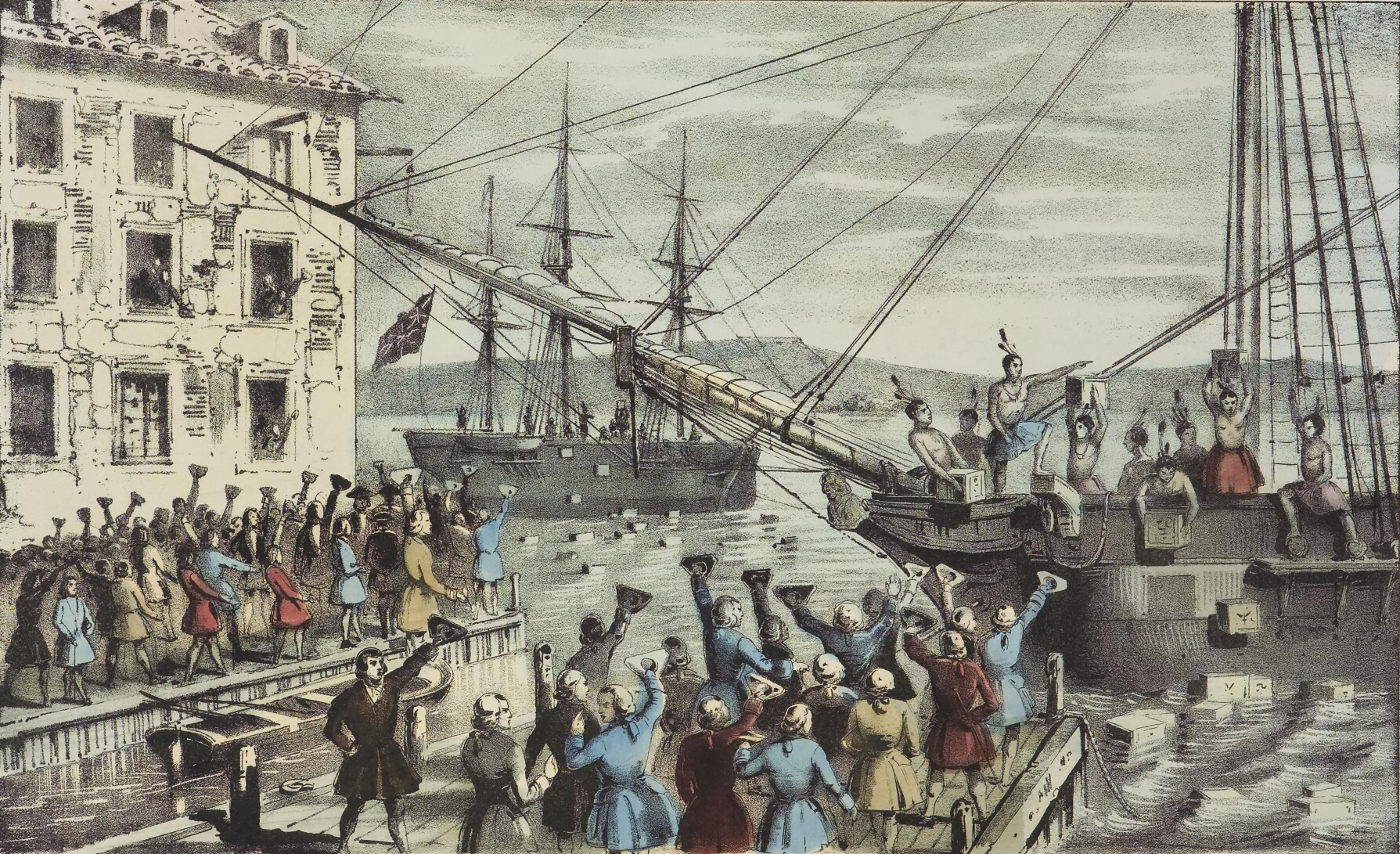
Am 16. Dezember warfen Mitglieder der radikalen Sons of Liberty als Indianer verkleidet Tee im Wert von 10.000 Pfund ins Bostoner Hafenbecken. Die Ereignisse gingen als Boston Tea Party in die Geschichte ein; Lithografie von Sarony & Major (1846)

Im Jahre 1773 geriet die Britische Ostindien-Kompanie, die seit einem Jahrzehnt das Kolonialmonopol innehatte, in finanzielle Schwierigkeiten. Grund dafür war auch der Boykott in den amerikanischen Kolonien, durch den ein wichtiger Absatzmarkt wegfiel. Hauptsächlich jedoch wurde der drohende Bankrott durch den zunehmenden Gebietsgewinn der Kompanie und den daraus resultierenden Kosten verursacht. Als die Kompanie sich daraufhin an das britische Parlament wandte, um finanzielle Hilfe zu erbitten, erarbeitete die amtierende Regierungspartei der Tories unter Premierminister Lord North ein neues Gesetz.
Der daraufhin verabschiedete Tea Act sah eine Änderung der bisher geltenden, in den Navigation Acts festgesetzten, Bestimmungen über den Seehandel vor: Ab sofort sollte es Teefrachtern erlaubt sein, die britischen Inseln und die damit verbundenen Zölle zu umgehen. Somit war ein direkter, viel günstigerer Import von Tee nach Amerika möglich. Ziel dieser Regelung war es, durch die vorgenommene Preissenkung die Kaufkraft in den Kolonien zu erhöhen. Zwar sanken die Ostindien-Kompanie-Teepreise in den Kolonien so extrem, dass zeitweise die Preise niederländischer Schmugglerware unterschritten wurden; Der erwünschte wirtschaftliche Aufschwung blieb jedoch aus, die amerikanischen Kolonisten hielten weiterhin an ihrem Prinzip des „no taxation without representation“ fest.
In Boston kam es zu einer spannungsgeladenen Situation, als im November 1773 die drei Teefrachter „Dartmouth“, „Beavor“ und „Eleanor“ im Bostoner Hafen vor Anker gingen. Die amerikanischen Patrioten, die in der Stadtversammlung unter Samuel Adams vertreten waren, setzten alles daran, das Entladen der Schiffe zu verhindern. Im Gegenzug gab auch der britische Gouverneur Thomas Hutchinson um keinen Preis nach. Er stellte ein Ultimatum, das den Kapitänen der drei Schiffe befahl, bis zum 16. Dezember 1773 ihre Schiffe zu entladen. Am Abend dieses 16. Dezember eskalierte die Lage: Anhänger der Organisation der Sons of Liberty betraten im Angesicht der bevorstehenden Entladung die Schiffe und warfen Tee im Wert von 10.000 Pfund, umgerechnet 700.000 Euro ins Bostoner Hafenbecken. Diese Ereignisse, die als Boston Tea Party in die Geschichte eingehen sollten, markieren den Beginn der Amerikanischen Revolution.

## Die Anfänge der Amerikanischen Revolution bis zur Unabhängigkeitserklärung (1774–1776)

### Übersicht über die Ereignisse von 1774 bis 1776
- Frühling 1774: Verabschiedung der Coercive Acts (sogenannte Intolerable Acts) durch das britische Parlament
- 5. September – 26. Oktober 1774: Der erste Kontinentalkongress tagt in Philadelphia und unterstützt die Suffolkbeschlüsse, die die Intolerable Acts als verfassungswidrig erklären, fordert die Bevölkerung auf, Milizen zu bilden, und Massachusetts, eine unabhängige Regierung zu bilden.
  - Joseph Galloways Plan der Bildung einer Union mit Großbritannien wird abgelehnt.
- 19. April 1775: Die Gefechte von Lexington und Concord markieren den Beginn des Amerikanischen Unabhängigkeitskrieges.
- ab 19. April 1775: Beginn der Belagerung von Boston durch eine Ansammlung von rund 15.000 amerikanischer Milizeinheiten vor der Stadt[L 6]
- 10. Mai 1775: Schlacht von Ticonderoga, in der die amerikanischen Kolonisten das Fort Ticonderoga im heutigen Bundesstaat New York erobern und dessen Besatzung gefangen nehmen.
- Ab 10. Mai 1775: Der Zweite Kontinentalkongress tritt zusammen.
  - 26. Mai 1775: offizielle Ausrufung des Verteidigungszustands (englisch state of defendence) durch den zweiten Kontinentalkongress[L 7]
  - 16. Juni 1775: Ernennung George Washingtons zum Oberbefehlshaber über die kolonialen Truppen
  - 5. Juli 1775: Die Olivenzweigpetition (englisch Olive Branch Petition) ist der letzte Versuch des Kontinentalkongresses an König Georg III. zu appellieren, seinen Beschwerden nachzugeben und weiteres Blutvergießen zu verhindern. Der König ist nicht einmal bereit, die Petition entgegenzunehmen.
- 17. Juni 1775: Die Schlacht von Bunker Hill während der Belagerung von Boston endet in einem Pyrrhussieg der britischen Armee. Georg III. reagiert am 23. August mit der „Proclamation of Rebellion“.
- 30. Juni 1775: Der Kontinentalkongress verabschiedet die „Articles of war“, die Regelungen über die Handlungsweise in der Kontinentalarmee beinhalten.
- 6. Juli 1775: Die „Declaration of the Causes and Necessity of Taking Up Arms“ (deutsch: „Erklärung über die Notwendigkeit und die Gründe für die Aufnahme der Waffen“) von John Dickinson wird veröffentlicht. Sie ist das einzige Dokument im Laufe des gesamten Unabhängigkeitskrieges, die als Kriegserklärung angesehen werden kann.[L 8]
- ab Herbst 1775: Die Invasion Kanadas gilt als „erste eindeutige Niederlage“[L 9] der Kontinentalarmee.
- 22. Dezember 1775: Die britische Regierung verabschiedet den Prohibitory Act, der alle amerikanischen Schiffe als feindlich einstuft. Dies führt dazu, dass die Royal Navy ab sofort vermehrt, freier, und stärker eingesetzt werden kann.[L 10]
- 10. Januar 1776: Das von Thomas Paine verfasste Pamphlet „Common Sense“, das öffentlich die Loslösung vom britischen Mutterland postuliert, wird in Umlauf gegeben und findet große Verbreitung.
- 17. März 1776: Ende der Belagerung Bostons; Die britischen Truppen verlassen die Stadt, um nach New York überzusiedeln. Dies hat die Verlagerung des Hauptkriegsgeschehens in die mittelatlantischen Kolonien zur Folge.[L 11]
- 4. Juli 1776: Die hauptsächlich von Thomas Jefferson verfasste Unabhängigkeitserklärung, in der die Vereinigten Kolonien ihre Unabhängigkeit proklamieren, wird vom Kongress bestätigt.
- 27. August 1776: Mit der Schlacht von Long Island beginnt der Kampf um New York, den die Briten für sich entscheiden.
- 26. Dezember 1776: In der Schlacht von Trenton gelingt Washington ein Überraschungsangriff gegen die hessischen Kontingente, mit denen die Briten ihre Truppen aufgestockt hatten.

### Coercive Acts
Als Strafmaßnahme gegen die Boston Tea Party verabschiedete die britische Regierung unter Lord North im Frühling 1774 eine Reihe von fünf Gesetzen, die ein deutliches Zeichen gegen die amerikanische Widerstandsbewegung setzen sollten. Vor allem zwei der fünf Gesetze richteten sich direkt gegen die Vorgänge in der besonders aufrührerischen Kolonie Massachusetts:
- Mit dem Boston Port Act, der eine Schließung des Hafens vorsah, wurde der Seehandel in Boston lahmgelegt.
- Der Massachusetts Government Act unterband das Versammlungsrecht der lokalen Regierungen in Massachusetts und damit auch die individuelle politische Selbstbestimmung der Kolonie. Dieses Gesetz widersprach dadurch zugleich den in der kolonialen Gründungsurkunde bestimmten Freiheiten.

Die Bestimmungen gingen jedoch über eine bloße Antwort auf den Widerstand in Boston hinaus:
- Der Impartial Administration of Justice Act ermöglichte eine Übertragung von der kolonialen Rechtsprechung auf andere Gerichte des British Empire.
- Der Quartering Act besagte, dass die amerikanischen Kolonisten dazu verpflichtet seien, britischen Soldaten Quartiere zu stellen.
- Der Quebec Act schlug weite Teile im Gebiet des Ohio der mehrheitlich französischsprachigen und katholischen Kolonie Quebec zu. Zudem führte er das französische Zivilrecht wieder ein und schrieb die Tolerierung von Katholiken in diesem Gebiet fest.

Wie schon zuvor schlug dieses Macht demonstrierende, herrische und auf Durchsetzung der eigenen Meinung abzielende Handeln bei den patriotisch gesinnten Amerikanern fehl und trug vielmehr zur Verschärfung der Gegensätze zwischen Mutterland und Kolonien bei. „Letztendlich war der Effekt eher gegenteilig.“ Schon bald waren die „Coercive Acts“ (englisch coercive, deutsch: ‚Zwangsmittel‘) in vielen Kolonien, insbesondere in Massachusetts, als Intolerable Acts (‚Unerträgliche Gesetze‘) in aller Munde.

### Der erste Kontinentalkongress
Nach anfänglichen innerkolonialen Streitigkeiten über die Vor- und Nachteile einer gemeinsamen Regierungsinstanz „setzen sich [schließlich] die Befürworter eines Kontinentalkongresses durch“. Am 5. September 1774 kam es zur ersten Tagung des Kontinentalkongresses, in dem 56 Delegierte aus zwölf Kolonien vertreten waren. Zuvor waren die Abgeordneten, die in den Kongress entsandt werden sollten, in den kolonialen Committees of Correspondence gewählt worden. Lediglich Georgia enthielt sich, da der Einsatz des britischen Militärs in einem Grenzkonflikt mit Indianern unverzichtbar war. Man wollte daher das Mutterland nicht durch den Beitritt in eine gesamtkoloniale Institution, deren Politik sich womöglich gegen Großbritannien richten würde, verärgern.
Wie sich herausstellte, waren im Kongress zwei wesentliche Haltungen zu unterscheiden: Während die radikale Kolonie Massachusetts einen Krieg gegen das Mutterland zur Durchsetzung der amerikanischen Interessen befürwortete, wollten die südlichen Kolonien, die durch die Plantagenwirtschaft vom britischen Handel abhängig waren, weitaus gemäßigter vorgehen. Einen endgültigen Bruch mit dem Mutterland sprach zu dieser Zeit noch niemand in der Öffentlichkeit aus.
Der wesentliche Erfolg des ersten Kontinentalkongresses lag in einer allgemeinen Boykotterklärung britischer Waren. Zuvor hatten die Delegierten eine Erklärung der Rechte der Amerikanischen Kolonien verfasst und in einem zweiten Schritt all die Verstöße des Mutterlandes gegen die postulierten Rechte aufgelistet. Der Handel sollte daher im Folgenden so lange unterbunden werden, bis das britische Parlament die Coercive Acts zurücknahm oder zumindest einschränkte (Assoziationsartikel). Während der Import britischer Ware sofort aufgehoben wurde, sollte das Gesetz zur Exportaufgabe erst am 10. September 1775 in Kraft treten. Zur tatsächlichen Umsetzung der Beschlüsse wurden ferner Committees of Inspection (‚Inspektionskomitees‘) als Kontrollinstanzen eingesetzt.
Vor Beendigung des ersten Kontinentalkongress trafen die Delegierten noch Vorbereitungen für eine zweite Versammlung, die im kommenden Mai (1775) stattfinden sollte. Außerdem wurden direkte Briefe an König Georg III. verfasst, der nach Vorstellung der meisten Kolonisten frei von Schuld war. Des Weiteren wurde die Bevölkerung dazu aufgerufen, Milizen zu bilden.

### Die Gefechte von Lexington und Concord
Während es in den amerikanischen Kolonien bereits zu unübersehbaren militärischen Vorbereitungen kam, zu denen der erste Kontinentalkongress aufgerufen hatte, hielt die britische Regierung unter Lord North weiterhin an ihrem konfrontativen und autoritären Kurs fest. Die Spannungen sollten nun durch eine Reihe schneller Aktionen (sogenannte Powder Alarms), in denen die britischen Milizen die Bevölkerung entwaffnen sollten, entschärft werden. Unterdessen erhielt der derzeitige Gouverneur Massachusetts’ Thomas Gage, der zugleich General über die dort ansässigen britischen Truppen war, am 14. April 1775 Anweisungen des britischen Innenministers Lord Dartmouth, amerikanische Waffenlager in Concord, nahe Boston, von denen er durch Spionage Nachricht erhalten hatte, zu räumen und die dortigen Rebellenführer festzunehmen.
Auf eine solche militärische Aktion hatte die Bevölkerung Massachusetts’ schon lange gewartet. Im Falle eines Angriffes hatte der Kontinentalkongress ihnen nämlich die militärische Unterstützung aller Kolonien zugesagt. Zugleich waren sie jedoch dazu verpflichtet, „Ruhe zu bewahren und von jeder Handlung abzusehen, die als Aggression ausgelegt werden könnte“. Es war auch eine symbolische Frage – schließlich sollten es die Briten sein, die durch Provokation Anlass zur Gewaltanwendung gaben.
Als am Abend des 18. April 1775 die ersten britischen Truppenverbände unter Leutnant Francis Smith von Boston nach Concord aufbrachen, waren die amerikanischen Patrioten daher auf eine solche Situation gefasst. Durch den Ritt Paul Reveres und des weniger bekannten William Daws wurde die ansässige Bevölkerung frühzeitig gewarnt.
Am Morgen des folgenden Tages stellte sich den britischen Truppen erstmals in Lexington etwa 60 Minutemen (Milizionäre) unter Führung John Parkers gegenüber, bei denen es sich allerdings mehr um eine Ansammlung von Bauern und Handwerkern als ausgebildeten Soldaten handelte. Während dieser Konfrontation fiel der erste Schuss. Bis heute ist ungeklärt, welche Seite zuerst das Feuer erhob. Fakt ist, dass es daraufhin zum Kampf kam, bei dem die lokale Miliz unterlag und floh. Daraufhin vernichteten die britischen Truppen die Überreste der Waffenlager, die die amerikanischen Kolonisten jedoch schon zuvor weitgehend geräumt hatten. An der North Bridge in Concord kam es zu einer weiteren gewaltsamen Auseinandersetzung, bei der die Kolonisten inzwischen in der Überzahl waren. Als die britischen Truppen sich nach Boston zurückzogen, wurden sie aus Hinterhalten weiter beschossen. Die Gefechte von Lexington und Concord markieren den Beginn des Amerikanischen Unabhängigkeitskrieges.

### Weitere militärische Aktionen

#### Beginn der Belagerung von Boston
Seit den Ereignissen von Lexington und Concord am 19. April 1775 war es zu einer Belagerung Bostons durch amerikanische Kolonisten gekommen. Bei den Belagerern handelte es sich um eine Ansammlung lokaler Milizeinheiten, die rund 15.000 Mann betrug.

#### Eroberung von Fort Ticonderoga
Am 10. Mai 1775 kam es zu einer weiteren militärischen Handlung der amerikanischen Kolonisten im heutigen Bundesstaat New York. Das Sicherheitskomitee der Kolonie Connecticut hatte sich dazu entschlossen, das britische Fort Ticonderoga am Lake Champlain zu erobern. Als sich daraufhin eine kleine Truppe von 200 Mann unter dem Kommando von Ethan Allen und Benedict Arnold auf den Weg machte, wurde das Ziel der Unternehmung erreicht. Durch einen Überraschungsangriff, während dessen die Besatzung schlief, gelang es den Angreifern, das schlecht verteidigte und heruntergekommene Fort zu besetzen. Die britische Besatzung, die weniger als 60 Mann groß war, wurde gefangen genommen. Durch die Eroberung erbeuteten die Amerikaner große Vorräte an Pulver und Munition, die sie für die Belagerung von Boston verwendeten.

### Der Zweite Kontinentalkongress
Infolge der ersten Kampfhandlungen trat am 10. Mai 1775 der Zweite Kontinentalkongress zusammen. Obwohl die amerikanischen Kolonisten die militärischen Aktionen der Briten als „Angriffe auf die Freiheit“ ansahen, war für die meisten Delegierten eine Loslösung von Großbritannien immer noch unvorstellbar. Ein Grund für diese Haltung war unter anderem die Befürchtung einer Umstülpung der Gesellschaftsordnung.
Am 26. Mai 1775 erklärte der Kongress offiziell, dass in den amerikanischen Kolonien der Verteidigungszustand (englisch state of defendence) herrsche. Außerdem wurden im folgenden Monat erste Vorbereitungen zur Aushebung einer Kontinentalarmee (englisch Continental Army) unternommen. Mit der Ernennung George Washingtons Mitte Juni erhielt diese ein Oberhaupt.
Im Herbst 1775 vollzog sich daraufhin eine Verwaltungsrevolution. Die Lokalversammlungen, zu deren Bildung es in den meisten Kolonien gekommen war, wurden fortan vom Kongress als rechtmäßig anerkannt.

### Schlacht von Bunker Hill
In der Nacht des 16. Juni 1775 verschärfte sich die Konfliktlage während der Belagerung Bostons, als circa 1.500 Amerikaner unter Führung General Israel Putnams damit begannen, auf dem der Stadt vorgelagerten Breed’s Hill (deutsch „Breeds Hügel“) und dem sich dahinter befindenden Bunker Hill (deutsch „Bunkerhügel“) Wälle zu errichten, die der Verteidigung gegen die britische Flotte dienen sollten. Daraufhin eröffneten die britischen Schiffe das Feuer. Es dauerte weitere sechs Stunden, bis ein erster Angriff der britischen Infanterie erfolgte. In einer weiteren Angriffswelle wurden die amerikanischen Verteidiger zurückgedrängt.
Die Schlacht endete folglich mit einem britischen Sieg, der jedoch teuer erkauft war: 1054 Verluste der Regulären standen einer deutlich geringeren Zahl von etwa 450 amerikanischen Patrioten gegenüber. Die Schlacht von Bunker Hill gilt daher als Pyrrhussieg der britischen Armee.

### Common Sense

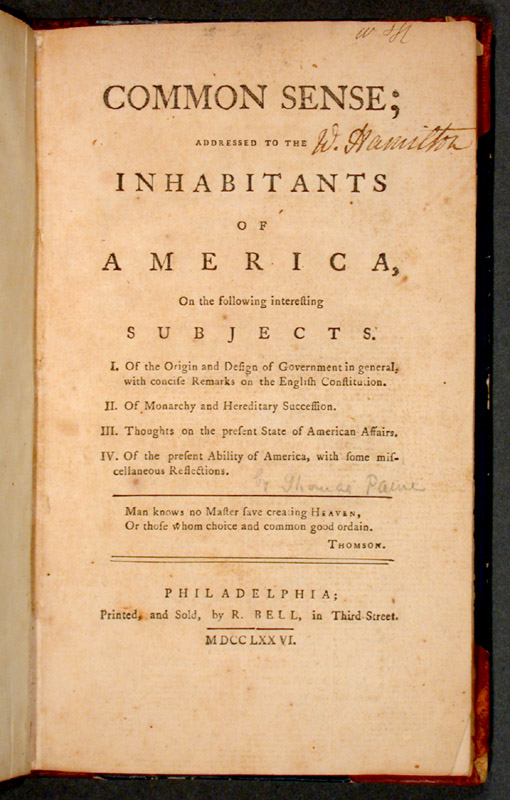
Thomas Paine schrieb ein Pamphlet namens Common Sense, in dem er darlegte, dass die einzige Lösung der Probleme mit Großbritannien eine Republik und die Unabhängigkeit seien.

Thomas Paine, ein britischer Zollbeamter und gebildeter Privatlehrer, war 1774 auf Betreiben Benjamin Franklins nach Amerika emigriert. In Philadelphia wurde er rasch zum überzeugten Gegner der Sklaverei und Verfechter der amerikanischen Unabhängigkeit. Letzteren Gedanken hatte Paine erstmals öffentlich in einem kurzen Artikel A serious thought (deutsch „ein ernsthafter Gedanke“) angesprochen, der im Oktober 1775 erschienen war. Im Januar 1776 veröffentlichte er daraufhin ein weitaus ausführlicheres, in vier Kapitel gegliedertes Pamphlet namens Common Sense (deutsch „Gesunder Menschenverstand“). Darin legte Paine in erster Linie die Notwendigkeit einer Trennung vom Mutterland dar. Außerdem sind demokratische und naturrechtliche Ideen erwähnt.
Die Veröffentlichung hatte weitreichende Folgen, da das Pamphlet einen enormen Erfolg zu verbuchen hatte – insgesamt wurde eine Auflage von 500.000 Exemplaren erreicht. Der Aufruf Paines bewirkte dadurch eine vielfache Meinungsänderung zugunsten der Whigs. Darüber hinaus brachte „Common Sense“ wegweisende Ideen für die spätere Unabhängigkeitserklärung hervor.

### Die Entstehung der Staatsverfassungen
1776 hatten die Kolonien ihre bestehenden Regierungen gestürzt, Gerichtshöfe geschlossen, britische Vertreter und Gouverneure aus ihren Häusern vertrieben und Kongresse und Legislative gewählt, die außerhalb jeden legalen Umfeldes existierten – neue Verfassungen wurden in jeder Kolonie dringend gebraucht, um die königlichen Gesetze zu ersetzen.
Am 5. Januar 1776, sechs Monate bevor die Unabhängigkeitserklärung unterzeichnet wurde, ratifizierte New Hampshire die erste Staatsverfassung. Im Mai 1776 stimmte der Kongress dafür, alle Formen der königlichen Autorität zu unterdrücken und sie durch örtlich zu bestimmende Autoritäten zu ersetzen. Virginia, dessen Konvent am 12. Juni 1776 außerdem auch eine hauptsächlich von George Mason formulierte Grundrechteerklärung, die Virginia Declaration of Rights verabschiedete, South Carolina und New Jersey schufen ebenfalls vor dem 4. Juli ihre eigenen Verfassungen. Rhode Island und Connecticut nahmen einfach ihre bestehenden königlichen Gesetze und strichen alle Verweise auf die Krone.
Die neuen Staaten mussten sich nicht nur entscheiden, welche Form der Regierung sie schaffen wollten, zuerst mussten sie entscheiden, wen sie auswählten, um die Verfassungen zu schaffen und wie das entstehende Dokument ratifiziert werden sollte. Das würde nur der Beginn eines Prozesses sein, der die Konservativen und die Radikalen in jedem Staat gegeneinander aufbringen würde. In den Staaten, in denen eine reiche aktive Gesellschaft den Prozess kontrollierte, wie in Maryland, Virginia, Delaware, New York und Massachusetts, war das Ergebnis eine Verfassung, die Folgendes beinhaltete:
- solide Eigentumsnachweise für ein Wahlrecht und noch mehr solide Voraussetzungen für ein Wahlamt (nur New York und Maryland senkten die Eigentumsvoraussetzungen)
- Zweikammerlegislative mit dem Oberhaus, das das Unterhaus kontrollierte
- starke Gouverneure mit Vetorecht über die Legislative und wesentlichen Ernennungsrechten
- wenig oder keine Beschränkungen für Personen, die mehrere Positionen in der Regierung innehatten
- Einsetzung einer Staatsreligion

In Staaten, in denen sich weniger Wohlhabende ausreichend organisiert hatten, um mehr Mitspracherecht zu haben, insbesondere in Pennsylvania, New Jersey, New Hampshire und Vermont, enthielten die Verfassungen im Ergebnis:
- ein allgemeines Wahlrecht oder nur geringe Eigentumsvoraussetzungen, um wählen oder ein Wahlamt innehaben zu dürfen (New Jersey ging so weit, das Frauenwahlrecht einzuführen; ein radikaler Schritt, den es 25 Jahre später widerrief.)
- starke Einkammerlegislative
- verhältnismäßig schwache Gouverneure ohne Vetorechte und mit nur wenigen Ernennungsrechten
- das Verbot, mehrere Regierungsämter innezuhaben
- Trennung von Staat und Kirche

Selbstredend bedeutete die Tatsache, dass Konservative oder Radikale die Macht in einem Staat hielten, nicht, dass die weniger starke Seite das Ergebnis einfach hinnahm. In Pennsylvania war die besitzende Klasse erschrocken über ihre neue Verfassung (Benjamin Rush nannte sie „unseren Staatsmistkarren“), während in Massachusetts die Wähler die Verfassung zweimal ablehnten, die zur Ratifizierung vorgelegt worden war; sie wurde endgültig ratifiziert, nachdem die Legislative an den Ergebnissen der dritten Wahl herumgebastelt hatte. Die radikalen Teile der Verfassung von Pennsylvania hielten 15 Jahre. 1790 übernahmen die Konservativen die Macht in der Staatslegislative, riefen einen neuen Verfassungskongress aus und schrieben eine neue Verfassung, die das allgemeine Wahlrecht für weiße Männer entscheidend reduzierte, dem Gouverneur Veto- und Ernennungsrechte einräumte und ein Oberhaus mit wichtigen Rechten innerhalb der Unikammerlegislative ausstattete. Thomas Paine nannte es eine Verfassung, die Amerikas unwürdig sei.

### Die Unabhängigkeitserklärung der Vereinigten Staaten

Die Unabhängigkeitserklärung wird dem Kontinentalkongress vorgelegt. Gemälde von John Trumbull (um 1816)

#### Entstehung
Erste Anregungen zur offiziellen Erklärung einer Unabhängigkeit stammten aus Virginia. Dort hatte sich ein Provinzialkongress gebildet, der am 15. Mai 1776 die im Kontinentalkongress vertretenen virginischen Abgesandten aufforderte, „sich für die Unabhängigkeit einzusetzen“ Am 7. Juni wurde daraufhin im Kontinentalkongress der erste Antrag für eine amerikanische Unabhängigkeit von Richard Henry Lee gestellt, dem am 2. Juli mit zwölf von dreizehn Stimmen zugestimmt wurde.
Die Unabhängigkeitserklärung war von einem fünfköpfigen Vorbereitungskomitee (englisch Committee of five) verfasst worden. Der maßgebliche Entwurf stammte dabei von Thomas Jefferson, einem gebildeten Großgrundbesitzer und Rechtsanwalt aus Virginia. Außer der Streichung eines sklavenkritischen Aufsatzes und anderweitigen kleinen Änderungen übernahm das Komitee dessen Textentwurf. Am 4. Juli nahm der Kontinentalkongress die Unabhängigkeitserklärung einstimmig an.

#### Inhalt
In der amerikanischen Unabhängigkeitserklärung (englisch American Declaration of Independence), proklamierten die dreizehn Kolonien ihre offizielle Trennung vom Mutterland und das Recht, einen eigenen, souveränen Staatenbund zu bilden.
Der Text der Amerikanischen Unabhängigkeitserklärung ist klar strukturiert in mehrere Abschnitte gegliedert: Auf eine kurze Einleitung (Z. 1–3), in der Jefferson darlegt, dass die „Gesetze der Natur und des Gottes der Natur“ (Z. 2) ein Volk unter Angabe von Gründen dazu berechtigen, sich abzuspalten und einen freien, eigenständigen Staat zu gründen, folgt die Präambel (Z. 4–14), die die Erklärung von allgemeinen Menschenrechten enthält: Dazu gehören Freiheit, Gleichheit, das Recht auf Leben und das Streben nach Glück. Außerdem fordert sie, dass Regierungen als Volksvertretung einzusetzen sind, sie jedoch, wenn sie unrecht handeln, jederzeit mit vollem Recht abgesetzt werden dürfen. Daraufhin wird der britische König angeklagt, genau so gehandelt zu haben (Z. 12 f.). Daher hätten die amerikanischen Kolonisten das Recht, die Regierung zu stürzen. Es folgt eine lange – nicht immer ganz korrekte – Aufzählung von detaillierten Beispielen (Z. 15 ff.), die den Vorwurf, der König sei ein ungerechter Tyrann, belegen sollen: Dazu gehören die Beschuldigungen, er habe ohne gesetzliche Zustimmung Heere auf amerikanischem Boden unterhalten (vgl. Z. 24), er habe die Abgeordnetenkammern wiederholt aufgelöst (vgl. Z. 22) und Richter „von seinem Willen abhängig gemacht“ (Z. 29). Erst zum Schluss erfolgt unter Anrufung Gottes, die Proklamation der Vereinigten Staaten von Amerika (Z. 77–98) als freier, unabhängiger Staatenbund mit all seinen ihm zustehenden Rechten; das heißt, die Vereinigten Kolonien seien nun von allen Pflichten und jeglicher Loyalität zur britischen Krone entbunden und dazu befugt, Handel zu treiben, Bündnisse zu schließen und über Krieg und Frieden zu entscheiden.
Die amerikanischen Kolonisten haben damit ihr grundlegendes Anliegen zu Ausdruck gebracht, einen freien, souveränen und unabhängigen Staat zu bilden. Zugleich ist die Unabhängigkeitserklärung jedoch mehr: Zum ersten Mal in der Geschichte werden allgemeine Menschenrechte postuliert. Außerdem kann man erstmals feststellen, dass sich eine Art amerikanische Identität herausgebildet hat. Doch geht das Dokument auch über die bloße Proklamierung von Naturrechten (vgl. Z. 4–5a) hinaus, da sie eine Vertragstheorie über die Legitimation von Regierungen, die der Sicherung der Naturrechte dienen, und das Widerstandsrecht gegen ungerecht handelnde Volksvertreter anstellt. Allerdings hält sich die Ausführung dieser politischen Gedanken in Grenzen, was vermutlich darauf zurückzuführen ist, dass die staatstheoretischen Ansätze nicht im Vordergrund standen (die Unabhängigkeitserklärung ist schließlich auch keine Verfassung), sondern vielmehr als Anklagegrund gegen den König dienten. Betrachtet man diese Gedanken jedoch im historischen Kontext, so sind sie trotz ihrer geringen Ausführung bahnbrechend, revolutionär und umstürzlerisch. Die in der Präambel enthaltenen Gedanken sind zwar nicht völlig neu, doch finden sie zum ersten Mal Verwendung. Es sind die amerikanischen Kolonisten, die mit diesen wenigen Sätzen erstmals die aufklärerische Staatstheorie eines John Lockes, die Philosophie eines Charles Montesquieu oder die Gedankenwelt eines Immanuel Kant verwirklichen.
Und diese Ideale bringt die Unabhängigkeitserklärung treffend durch eine geschickte Argumentationsführung und einen klar gegliederten Aufbau zum Ausdruck: Indem Jefferson erst die für ihn ausgemachten „Wahrheiten“ (Z. 4) darlegt, und anschließend aufzeigt, dass der britische König durch „wiederholte Ungerechtigkeiten“ (Z. 13) gegen diese verstoßen habe, gelingt es ihm, eine schlüssige Argumentationsführung zu erzeugen. Diese wird durch eine detailreiche Auflistung von Beschwerden belegt. Erst zum Schluss proklamiert Jefferson die Unabhängigkeit der Kolonien, die hauptsächliche Intention des Dokuments, nachdem er bereits alle Gründe dargelegt hat, um zu zeigen, dass die Loslösung vom Mutterland rechtens ist. Es handelt sich bei der Unabhängigkeitserklärung also zugleich um eine Rechtfertigung im politisch-philosophischen Sinne.

## Amerikanischer Unabhängigkeitskrieg von 1775 bis 1783

### Übersicht über die militärischen Ereignisse 1777–1783

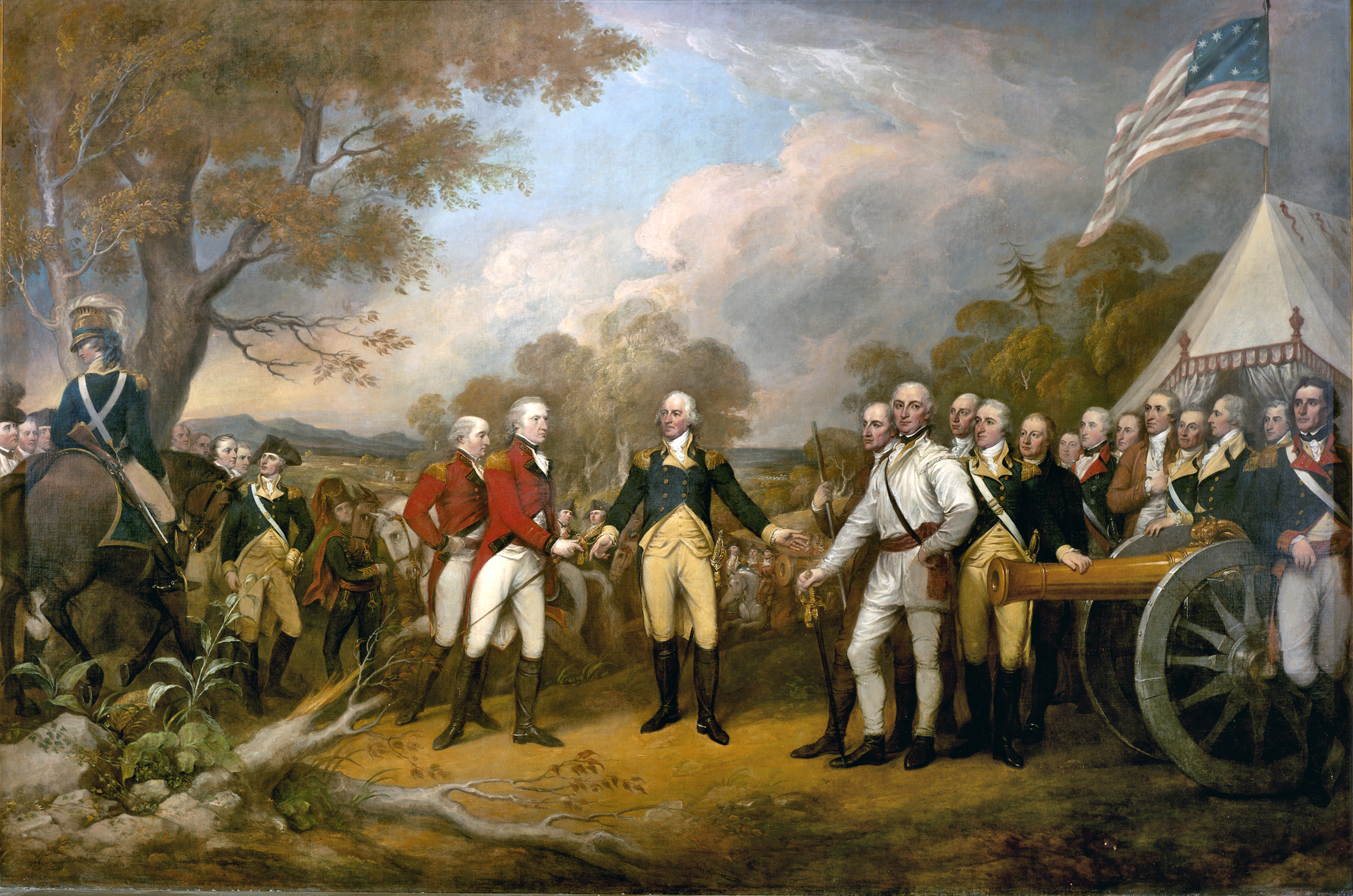
Die Schlachten von Saratoga markieren einen Wendepunkt im Amerikanischen Unabhängigkeitskrieg. („Die Kapitulation von General John Burgoyne bei Saratoga“ von John Trumbull)

- 5. Juli 1777: britische Rückeroberung von Fort Ticonderoga
- 26. September 1777: Den Briten gelingt die Einnahme Philadelphias, wo bisher die Delegierten des Kontinentalkongresses zusammengetreten waren.
  - Zuvor waren die Briten siegreich aus der Schlacht vom Brandywine River am 11. September 1777 hervorgegangen
- 17. Oktober 1777: Infolge der Schlachten von Saratoga sieht sich der englische Oberbefehlshaber John Burgoyne gezwungen, zu kapitulieren. Die Eroberung Albanys, das ursprüngliche Ziel der Mission, wird nicht erreicht. Die Schlachten von Saratoga gelten stattdessen heute als Wendepunkt im Amerikanischen Unabhängigkeitskrieg.[L 18] Teil dieses Schlachtenkomplexes waren:
  - die Schlacht von Bennington am 16. August 1777
  - das Gefecht bei Freeman’s Farm am 19. September 1777
  - die Schlacht von Bemis Heights am 7. Oktober 1777
- 6. Februar 1778: Aushandlung eines französisch-amerikanischen Bündnisses; damit ist die unumschränkte britische Seeherrschaft in den nordamerikanischen Gebieten dahin.
- 28. Juni 1778: Die Schlacht von Monmouth endet in einem Unentschieden.
- Herbst 1779: Southern Strategy
  - 29. Dezember 1778/16. September bis 10. Oktober 1779: In der Schlacht von Savannah erobern die Briten die in Georgia gelegene Stadt. Ein amerikanischer Gegenangriff im Oktober des folgenden Jahres scheitert.[L 19]
  - 29. März bis 12. Mai 1780: In der Belagerung von Charleston (South Carolina) gelingt den Briten eine weitere Stadteroberung, ebenso am
  - 16. August 1780 in der Schlacht von Camden
  - Dennoch gelingt es den Briten nicht, den Konflikt in Carolina zu beenden. Es kommt zu guerillaartigen Zusammenstößen mit lokalen Milizeinheiten.[L 20]
- September/Oktober 1781: Schlacht bei Yorktown
  - 5. September 1781: In der Seeschlacht von Chesapeake Bay erreicht die französische Flotte unter François Joseph Paul de Grasse einen Sieg.
  - ab 25. September 1781: Die französischen Truppen unter Comte de Rochambeau und die aus New York angekommenen amerikanischen Kontingente unter George Washington beginnen die Belagerung Yorktowns, wo 8500 Briten unter Kommando des Lord Cornwallis eingekesselt wurden.
  - 19. Oktober 1781: Unterzeichnung der britischen Kapitulation in Yorktown
- Premierminister Lord North bietet den amerikanischen Kolonisten den status quo ante (Zustand vor den britischen Besteuerungsmaßnahmen) an, den diese ablehnen.[L 21]
- 12. April 1782: Beginn der Friedensverhandlungen[L 21]
- 3. September 1783: offizielles Kriegsende durch die Unterzeichnung des Friedens von Paris

## Amerika nach der Unabhängigkeit

### Überblick über die politischen Ereignisse 1777–1789
- 15. November 1777: Die Konföderationsartikel werden als Übergangsverfassung verabschiedet. Der erste Artikel legt den Namen des Staatenbundes fest, die übrigen regeln die Beziehungen zwischen Bund und Einzelstaaten.
- 1. Mai 1781: Der Ratifikationsprozess der Konföderationsartikel ist abgeschlossen. Sie bilden bis 1789 die vorläufig geltende Verfassung.
- Finanzkrise im Atlantikraum; beginnende Inflation in den USA[L 22]
- Winter 1786/87: Shays’ Rebellion: Angeführt von Daniel Shays rebellieren über 800 Kleinbauern in Massachusetts gegen die Schuldenproblematik.[L 23]
- 1785–1795: Nordwestlicher Indianerkrieg
- 25. Mai 1787: Der Verfassungskonvent in Philadelphia tritt in Philadelphia zusammen.
- 17. September 1787: Die Verfassung wird verabschiedet.
- September 1789: Verabschiedung der Bill of Rights
- 30. April 1789: Vereidigung George Washingtons als erster Präsident der Vereinigten Staaten
- 29. Mai 1789: Mit der Zustimmung Rhode Islands ist der Ratifikationsprozess beendet.

Infolge des Amerikanischen Unabhängigkeitskrieges, in dem die Kolonisten militärisch die Oberhand behalten hatten, waren die Vereinigten Kolonien zwar politisch autonom, doch stellten sich der jungen Nation schon bald neue Schwierigkeiten und Aufgaben. Politische Reformen bezüglich der Organisation sowie ein neues Gesetzeswerk und eine Verfassung waren vonnöten. Zusätzlich erschwerten die interkolonialen Gegensätze die Situation und Maßnahmen, die Politiker zur Verbesserung der Situation beitrugen. Die nationale Einheit, die durch einen gemeinsamen Feind geschaffen worden war, drohte eine Zeit lang wieder zu zerfallen.

### Konföderationsartikel
Um die politische Leere und die Zersplitterung des Staatenbundes zu überwinden, musste eine gemeinsame Verfassung geschaffen werden. Mit dieser Aufgabe wurde am 12. Juni 1776 ein Komitee beauftragt, zu dem aus jeder der Dreizehn Kolonien ein Abgeordneter einberufen wurde. Nach einigen Verzögerungen, die vor allem von dem zeitgleich stattfindenden Unabhängigkeitskrieg herrührten, waren die anfänglichen Entwürfe von John Dickinson und Benjamin Franklin (und weiteren prominenten Delegierten) so weit ausgebaut und verändert, dass die Konföderationsartikel (Articles of Confederation and Perpetual Union) am 15. November 1777 endgültig verabschiedet werden konnten. Während der erste Artikel dabei offiziell den Namen des Staatenbundes festlegte, regelten die übrigen Artikel das Verhältnis zwischen den Bund und den Einzelstaaten: Im Allgemeinen blieben dabei die meisten föderalistischen Elemente vorhanden, die Einzelstaaten mussten lediglich einige wenige ihrer Rechte an die Zentralgewalt abgeben, darunter die Entscheidungsbefugnis über Krieg und Frieden, das Recht über einen Vertragsschluss mit Indianern oder anderweitige Verhandlungsangelegenheiten. Nach einem beinahe drei Jahre andauernden Ratifikationsprozess, bei dem alle Einzelstaaten mitwirkten, trat die vorläufige Verfassung schließlich am 1. März 1781 in Kraft. Doch schon kurz darauf erwiesen sich die Artikel als rückständig, „reformbedürftig“ und „unzureichend.“

### Finanzkrise
Infolge des Amerikanischen Unabhängigkeitskrieges hatte die Finanzkrise Großbritanniens, die das Empire nach der erfolgreichen Agrarrevolution zu erleiden hatte, sich immer mehr auf die gesamte atlantische Welt, auf die Karibik und letzten Endes auch auf die USA ausgeweitet. Die Finanzen der Vereinigten Kolonien waren nach dem Unabhängigkeitskrieg erschöpft. Als militärische Sieger und ökonomische Verlierer befand sich die junge Nation dadurch in einer ähnlichen Situation wie die britische Regierung 1763 nach der Beendigung des Siebenjährigen Kriegs (s. o.): Auch die USA hatten den Krieg nun zwar gewonnen, befanden sich aber in einer schweren Wirtschaftskrise, welche mitunter daraus resultierte, dass die Regierung in den Kriegsjahren einen beträchtlichen Schuldenberg angehäuft hatte. Zusätzlich fehlten jegliche ökonomischen Strukturen oder Sicherungsmaßnahmen. Durch den Druck von Papiergeld war die Inflation unterdessen noch weiter gefördert worden.

### Neue Ideen
Die Amerikanische Unabhängigkeitsbewegung schrieb einige bemerkenswerte Neuerungen fest: die Trennung von Kirche und Staat, welche die besonderen Privilegien der Anglikanischen Kirche im Süden und der Kongregationalistischen Kirche in Neuengland beendete; ein Diskurs über Freiheit, Persönlichkeitsrechte und Gleichheit, der in Europa große Beachtung fand; die Idee, dass die Regierung auf Basis der Zustimmung der Regierten funktionieren sollte (einschließlich des Rechtes auf Widerstand gegen Tyrannei); die Übertragung der Macht durch eine niedergeschriebene Verfassung; und die Vorstellung, dass die kolonialen Völker Amerikas selbstregierte Nationen mit ihren eigenen Rechten werden könnten.

## Der Einfluss auf Britisch-Nordamerika
Für zehntausende Einwohner der Dreizehn Kolonien folgte dem Sieg der Unabhängigkeitskämpfer das Exil. Ungefähr 50.000 United Empire Loyalists flohen in die verbliebenen britischen Kolonien in Nordamerika, zum Beispiel nach Québec, wo sie sich in den östlichen Vororten ansiedelten, nach Oberkanada (heute Ontario), wie auch nach Prince Edward Island und Nova Scotia – wo ihre Anwesenheit zur Gründung von New Brunswick führte. So war der Samen für die französisch-englische Dualität in Britisch-Nordamerika, die man die bekannteste politische und kulturelle Eigenschaft dessen nennen könnte, was eines Tages Kanada werden würde, gesät.

## Unabhängigkeitsbewegung jenseits von Amerika
Die Amerikanische Unabhängigkeitsbewegung war die erste Welle der Atlantischen Revolutionen, wie auch der Französischen Revolution, der Haitianischen Revolution und Bolívars Krieg. Nachbeben gab es auch in Irland mit dem Irischen Aufstand von 1798, in Polen-Litauen und den Niederlanden.
Die Unabhängigkeitsbewegung hatte in Großbritannien, Irland, den Niederlanden und Frankreich einen starken direkten Einfluss. Viele britische und irische Whigs zeigten offene Sympathie für die Patrioten in Amerika und die Unabhängigkeitsbewegung war maßgebend und beeinflussend für viele europäische Radikale, die später aktive Rollen während der Zeit der Französischen Revolution spielen sollten.
Die Amerikanische Unabhängigkeitsbewegung hatte Einfluss auf den Rest der Welt. Zum ersten Mal hatte ein Volk in der westlichen Welt die Beherrschung durch eine Großmacht abgestreift. Die Denker des Zeitalters der Aufklärung hatten darüber, dass das gewöhnliche Volk das Recht habe ungerechte Regierungen zu stürzen, nur geschrieben; die Amerikanische Unabhängigkeitsbewegung war der erste praktische Erfolg.
Die Amerikanische Unabhängigkeitsbewegung war ein erstrebenswertes Vorbild für die Völker in Europa und anderen Teilen der Welt. Es ermutigte die Völker, für ihre Rechte zu kämpfen. Durch die Amerikanische Unabhängigkeitsbewegung sahen sich auch viele einfache Leute in Frankreich ermutigt. Die Soldaten in Frankreich, die während der Amerikanischen Unabhängigkeitsbewegung die Aufständischen unterstützt hatten, verbreiteten revolutionäres Ideengut. Das französische Volk erhob sich schließlich 1789, sechs Jahre nach dem Frieden von Paris, gegen die Monarchie unter Ludwig XVI. Auf gleiche Art und Weise brachen im frühen 19. Jahrhundert Unabhängigkeitsbewegungen in den Kolonien in Südamerika gegen den Besatzer Spanien aus. Jahre später kam es zu ähnlichen Unabhängigkeitsbewegungen auch in Asien und anderen Teilen der Welt.

## Die Wahl der Seiten

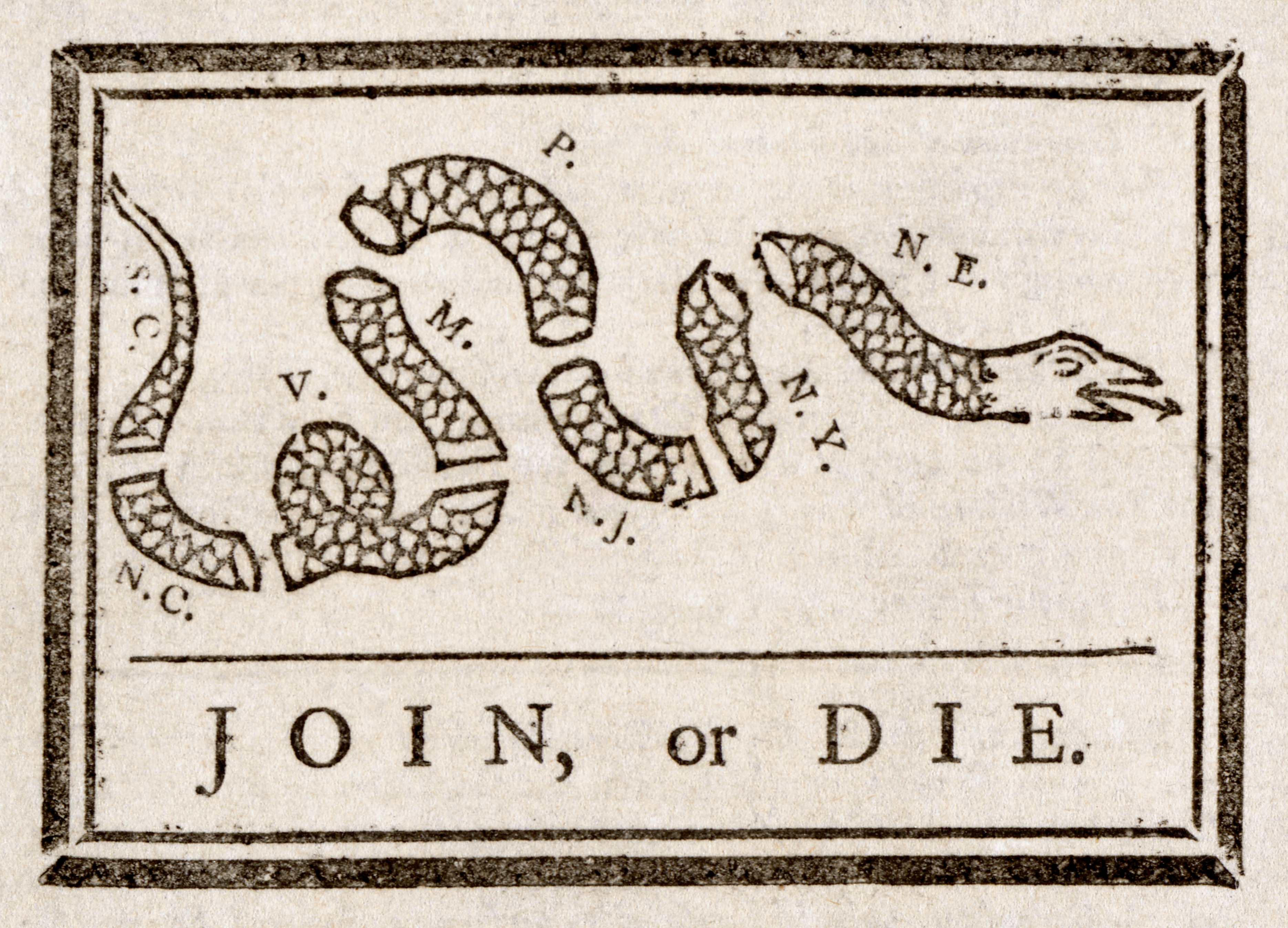
Dieser politische Cartoon (Benjamin Franklin zugeschrieben) erschien während des Franzosen- und Indianerkrieges, wurde aber wieder verwendet, um die amerikanischen Kolonien aufzurufen, sich gegen die britische Herrschaft zusammenzuschließen.

### Patrioten, Rebellen, Whigs
Zu den amerikanischen Unabhängigkeitskämpfern, bekannt als Patrioten, Whigs oder Rebellen, gehörten viele Meinungsschattierungen. Alexander Hamilton, John Jay und George Washington repräsentierten eine sozial konservative Fraktion, die sich später in der Föderalistischen Partei formierte und traditionell als bedachtsam und besorgt um die Bewahrung des Reichtums und der Macht der „Bessergestellten“ der kolonialen Gesellschaft charakterisiert wurde. Thomas Jefferson, James Madison, Benjamin Franklin und Thomas Paine wurden gemeinhin als Repräsentanten der weniger wohlhabenden Seite der Gesellschaft und einer politischen Gleichstellung porträtiert.

### Loyalisten, King’s men, Tories
Eine große Zahl der amerikanischen Kolonisten stand loyal zur britischen Krone; sie waren als Loyalisten, Royalisten, Tories oder King’s Men bekannt. Die Loyalisten gehörten oft denselben wohlhabenden sozialen Kreisen an, die den rechten Flügel der Patrioten bildeten (wie zum Beispiel Thomas Hutchinson); abgesehen davon gehörten zu den schottischen Hochlandbewohnern des Mohawktals oder den Grenzlandbewohner von Georgia sehr viele arme King’s Men. Einige Loyalisten waren Indianer, wie zum Beispiel Joseph Brant, der eine gemischte Gruppe von Indianern, weißen Siedlern und weißen Arbeitern für die loyalistische Seite anführte. Nach dem Krieg wurden die United Empire Loyalists ein zentraler Bestandteil der Einwohnerschaft der Abacoinseln (auf den Bahamas), der kanadischen Provinzen von New Brunswick und Ontario und von Freetown in Sierra Leone.
Der zeitgenössische Patriot Benjamin Franklin hielt ein Drittel der amerikanischen Kolonisten für Loyalisten. Die heutige Geschichtsforschung vermutet hingegen, dass etwa ein Fünftel aller Amerikaner auf königlicher Seite stand.

### Whigs und Tories
Die Bezeichnungen der amerikanischen Patrioten als „Whigs“ und der kolonialen Loyalisten als „Tories“ haben ihren Ursprung in der Geschichte Englands: Bereits in der ersten Hälfte des 17. Jahrhunderts hatten sich im englischen Parlament Meinungsverschiedenheiten abzuzeichnen begonnen. Die politischen Gruppierungen, die sich durch den Zusammenschluss der Träger der jeweiligen Ansichten gebildet hatten, besaßen jedoch noch keinen Parteiencharakter. Erst in der Phase bis zum Ausbruch der Glorious Revolution von 1688/89 verschärften sich die Differenzen und Gegensätze weiterhin, sodass es zur Herausbildung von zwei Fraktionen kam, die sich grundlegend voneinander abgrenzten, sogar gegnerisch gegenüberstanden: Während die Whigs Jakob II., den Bruder des damals amtierenden Königs Karl II., aufgrund seines römisch-katholischen Glaubens von der Thronfolge auszuschließen versuchten, lehnten die Tories solche Überlegungen ab. In die Regierungszeit Karls II. fiel auch das Aufkommen der beiden Begriffe: Ursprünglich als politische Propaganda und Beleidigung der gegnerischen Seite gebraucht (Abgekürzt für englisch Whiggamore, deutsch ‚Viehtreiber‘), wurde die Bezeichnung „Whig“ erstmals um 1679 verwendet. Auch die etymologische Herkunft des Begriffes „Tory“ stammt aus diesen Jahren.
In den folgenden Jahrzehnten, nachdem sich die Tories den Whigs in der Glorious Revolution angenähert hatten, kam es zu einem leichten Bedeutungswandel der Begriffe: Die Tories verkörperten nun eine konservative Haltung im Allgemeinen, wohingegen die Whigs insbesondere als Wirtschaftsliberalisten galten. Damit vertraten letztere auch die Haltung der Kolonien. Dies bewirkte, dass sich die Vielzahl der amerikanischen Kolonisten „mit dieser Partei identifizierten“ Es kam zur Übertragung der Begriffe auf den amerikanischen Raum, was zugleich mit einem Bedeutungswandel verbunden war: Während die patriotisch gesinnten Kolonisten bald als Whigs bekannt waren, wurden die Königstreuen als Tories bezeichnet. Die Ursache für die Übernahme in den amerikanischen Raum war vor allem „rhetorischer Natur“.

### Klassenunterschiede zwischen den Patrioten
Wie es reiche und arme Loyalisten gab, so gab es auch reiche und arme Patrioten mit den unterschiedlichsten Zielen für die Unabhängigkeitsbewegung. Reiche Patrioten verstanden unter Unabhängigkeit, ihre Befreiung von britischen Steuern und Einschränkungen bei der Eroberung des Landes im Westen, wollten aber unbedingt die Kontrolle über die entstehende Nation erlangen. Viele Handwerker, kleine Händler und kleine Farmer suchten hingegen nach der Unabhängigkeit in der Bedeutung einer Verminderung der Macht und der Privilegien der Elite. Die reichen Patrioten brauchten die Unterstützung der unteren Klassen, hatten aber Angst vor deren radikaleren Zielen. John Adams (ein Angehöriger der Elite, der aber mehr Bildung als Reichtümer besaß) griff Thomas Paines „Common Sense“ wegen der „absurden demokratischen Vorstellungen“ an, die es vorschlug.

## Frauen und die Unabhängigkeitsbewegung

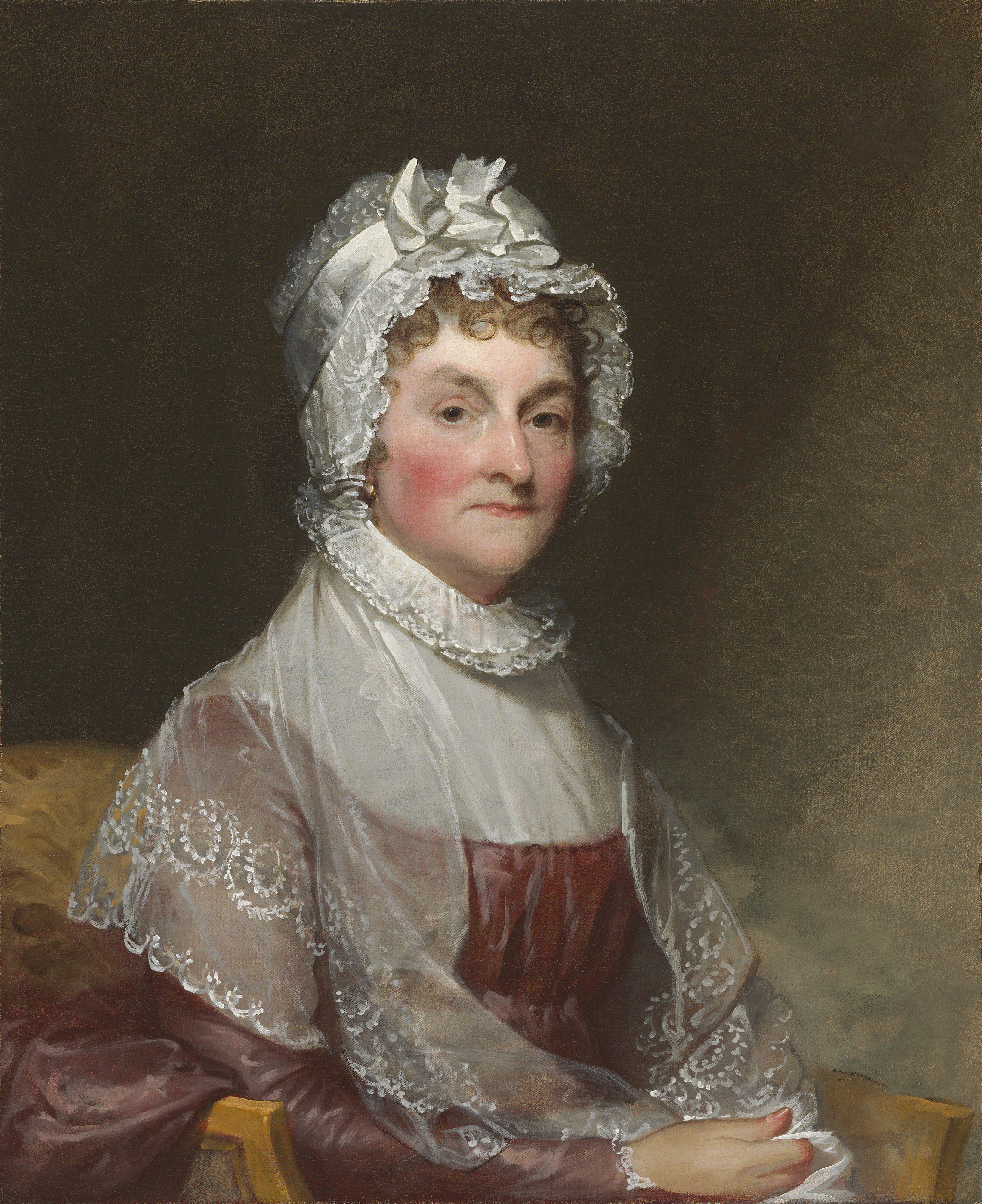
Abigail Adams, die politisch interessiert war, beriet ihren Ehemann John Adams über einen Briefwechsel auch in politischen Fragen. (Gemälde von Gilbert Stuart)

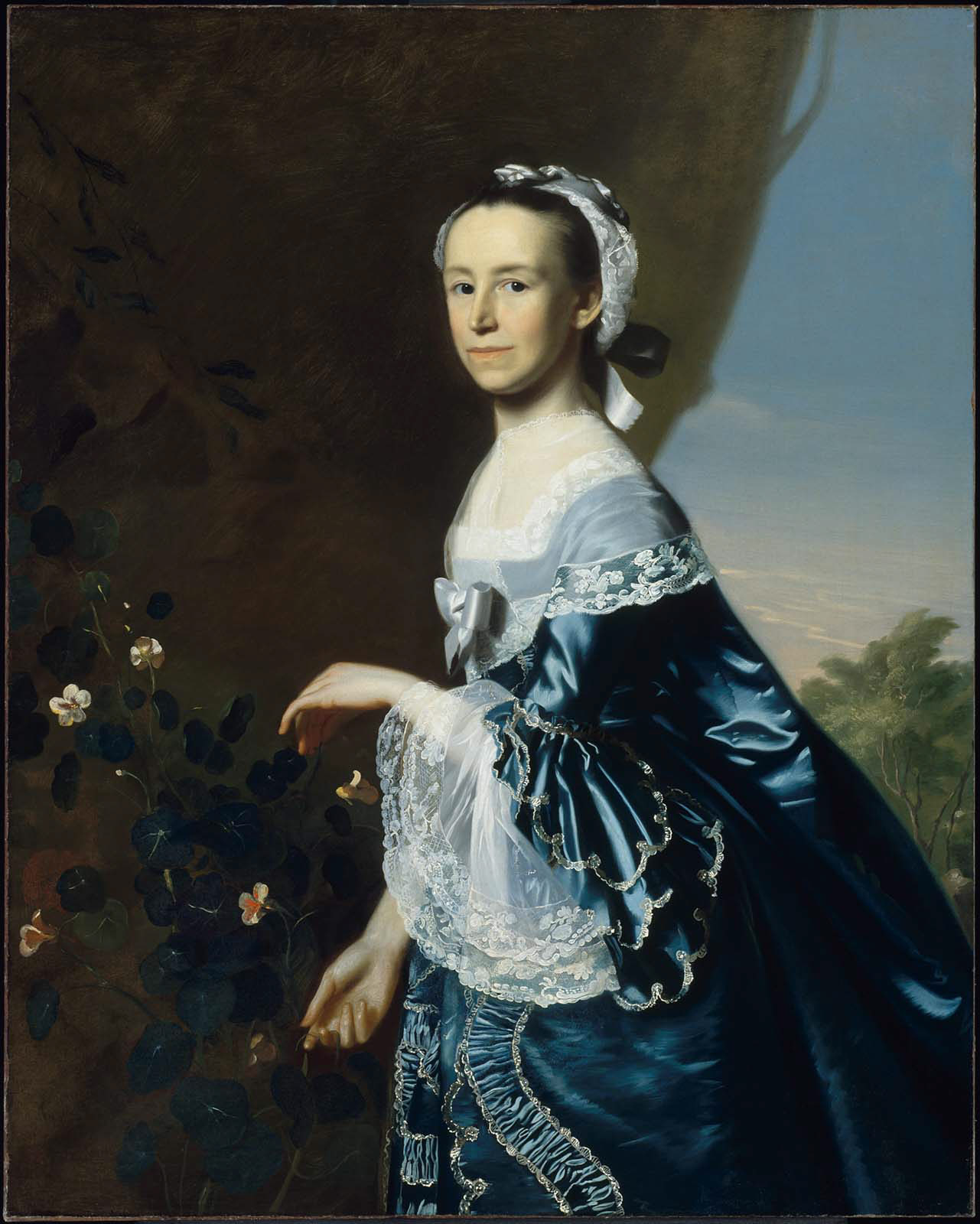
Mercy Otis Warren, circa 1763, Öl auf Leinwand von John Singleton Copley

### Rolle im Boykott und in den Protestaktionen gegen die britische Besteuerung
Der Boykott britischer Güter hätte nie funktioniert ohne die Bereitschaft der amerikanischen Frauen zur Teilnahme: Frauen machten den Großteil der häuslichen Einkäufe und die boykottierten Güter waren weitestgehend Haushaltswaren wie Tee und Kleidung. Und da Kleidung eine Grundnotwendigkeit darstellt, kehrten die Frauen zum Spinnen und Weben zurück – Arbeiten, die man schon lange nicht mehr gebraucht hatte (sogenannte „Homespun“-Ware). 1769 produzierten die Bostoner Frauen 40.000 Spindeln Garn, und 180 Frauen in Middletown (Massachusetts) webten 20.522 Yards (18.765,317 Meter) Kleiderstoff.
Als die Unabhängigkeitsbewegung fortschritt und sich die wirtschaftliche Trennung vertiefte, waren Frauen oftmals direkt an Protestaktionen beteiligt. Unter anderem nahmen sie an Hungeraufständen und Teeren und Federn teil, was die Antwort des Volkes auf die Preistreibereien von loyalistischen wie patriotischen Händlern war. Am 24. Juli 1777 sah sich z. B. Thomas Boyleston, ein patriotischer Händler, der Kaffee und Zucker zurückhielt, um Preissteigerungen abzuwarten, einer Volksmenge von 100 oder mehr Frauen gegenüber, die die Schlüssel zu seinem Warenhaus an sich brachten und den Kaffee selbst verteilten, während eine große Gruppe von Männern dabeistand und verblüfft und sprachlos zusah.
Obwohl die Regelungen des Stamp Acts eher die männliche Bevölkerung betrafen, wollten auch einige Frauen ihren Unmut gegen das 1765 erlassene Gesetz durch öffentliche Kundgebungen zeigen.
Mit der Verabschiedung der Townshend Duties erweiterte sich die Rolle der Frau. Sie übernahm häufig die Aufgabe, die vielen boykottierten Güter – soweit dies möglich war – durch selbstentwickelte Produkte zu ersetzen.
Im Oktober 1775, infolge der Entstehung des Kontinentalkongresses, traten in Ederton 51 Frauen zu einem Kongress zusammen. Abigail Adams, die Frau John Adams war eine der politisch engagiertesten Frauen in der Amerikanischen Unabhängigkeitsbewegung. Davon zeugt der intensive Briefwechsel mit ihrem Ehemann, der Delegierter des Kontinentalkongresses war. Ebenso vertrat auch die Schriftstellerin Mercy Otis Warren in ihren Werken eine antibritische Haltung. Trotz dieser Akteurinnen wurde den US-amerikanischen Frauen erst 1919 ein allgemeines Wahlrecht zugestanden.

### Bedeutung der Frauen im Unabhängigkeitskrieg
Während des Unabhängigkeitskriegs waren es aufgrund der Einberufung der Männer hauptsächlich Frauen, die die Verantwortung über Grundbesitz und den verbliebenen Teil der Familie übernahmen. Dabei hatten sie – insbesondere in Grenzgebieten – auch mit Plünderungen von gegnerischer Seite oder Ähnlichem zu rechnen. Hinzu kam häufig eine psychische Belastung, die aus der Abwesenheit des Mannes oder der Söhne im Krieg resultierte. Andere Frauen, die aus finanziell schlechter gestellten Schichten stammten, folgten ihren Männern im Heer, wo sie als Köchinnen oder Wäscherinnen dienten. Frauen, die diesen Weg wählten, werden als „Campfollowers“ bezeichnet.

### Folgen
Wenn die Amerikanische Revolution auch nicht eine politische Gleichberechtigung zur Folge hatte, so bewirkte sie dennoch Änderungen in Bezug auf die gesellschaftliche Rolle der Frau im Privaten: War das vorherige Frauenbild auf den familiären Aufgabenbereich, zu dem in erster Linie die Erziehung der Kinder und der Haushalt gehörten, beschränkt, so sah das „neue Rollenverständnis“ die Frau auch als „Wächterin der Tugend“ (Republican Motherhood) vor. Demzufolge sollten Frauen über Bildung verfügen, um eine sittlich gute Erziehung der Kinder zu ermöglichen. Die Folge war, dass Frauen in größerem Ausmaß Latein und Griechisch erlernten oder sich mit Geschichte und Literatur beschäftigten. Eine direkte Einmischung in die politischen Angelegenheiten war jedoch weiterhin untersagt.

## Eingrenzung und Definition der Revolution
Bis heute ist in der Geschichtsschreibung außerhalb des englischsprachigen Raums die Frage kontrovers, ob die Unabhängigkeitsbewegung, der Krieg gegen das Mutterland und die Gründung der USA, als eine „Revolution“ bezeichnet werden kann. Selbst das differenzierte Betrachten der Ereignisse ist schwierig, zumal unterschiedliche Revolutionsbegriffe und -definitionen zugrunde liegen.
Die heutige Forschung befürwortet jedoch mehrheitlich die Hypothese, dass die Unabhängigkeitsbewegung von revolutionärem Charakter gewesen sei und daher durchaus als Revolution bezeichnet werden könne.

### Revolutionsbegriff und Revolutionsverständnis
Im Allgemeinen herrscht zwar Einigkeit darüber, dass der Begriff Revolution „im politisch-gesellschaftswissenschaftlichen Sprachgebrauch“ eine nachhaltige und tiefgreifende Veränderung der „sozialen und politischen Strukturen“ bezeichnet, die gegebenenfalls mit einer Umwälzung des „kulturellen Normensystems einer Gesellschaft“ verbunden ist; ebenso ist weitgehend anerkannt, dass Gewalt, wenn es auch in den meisten großen Revolutionsbeispielen der Geschichte zu kriegerischen Auseinandersetzungen kam, kein konstitutives Merkmal des Phänomens bildet.
Über Ausmaß und Geschwindigkeit einer Revolution liegt jedoch bis heute keine eindeutige Definition vor. Nach Auffassung des Historikers Horst Dippel ist das Revolutionsverständnis gleichzeitig an die jeweilige Zeit gebunden, woraus „immer wieder neue Deutungen des Phänomens ‚Revolution‘“ resultierten: So habe der politische Liberalismus der sechziger Jahre beispielsweise „die Zweiteilung des Phänomens ‚Revolution‘ in ‚gute‘ und ‚schlechte‘ Revolutionen propagiert“, eine Auffassung, die heute im Allgemeinen verworfen ist. Somit ist eine einheitliche Geschichtsschreibung kaum möglich.

### Sozialer Aspekt
Am auffallendsten sind die Abweichungen von einer marxistisch-dialektischen Revolutionsbetrachtung, die versucht, die Ereignisse in Amerika mit dem Historischen Materialismus zu beschreiben. Dabei wird zur Interpretation der Ereignisse die Theorie Karl Marx’ herangezogen, die die Ursachen von Revolutionen in den wirtschaftlichen und sozialen Krisen einer Gesellschaftsstufe und dem daraus resultierenden verstärkten Klassenkampf sieht. Jedoch gab es in den Kolonien – mit Ausnahme der Sklaverei – faktisch keine verhältnismäßig starke Unterdrückung der Bevölkerung und somit keine Voraussetzungen für einen Klassenkampf. Vielmehr verfügte die Bevölkerung über große wirtschaftliche Freiheiten. Es gab keine Ständegesellschaft wie im Europa vor Ausbruch der Französischen Revolution und auch keine zahlenmäßig große Bauernklasse. Die Bevölkerung war keiner existenziellen Krise ausgesetzt. Auch die Kolonialsteuern und Repressionen hatten keine finanzielle oder soziale Krise zur Folge. Die Gründung der USA und die Verfassung hatten kein unmittelbares „Einstampfen der sozialen Gesellschaftspyramide“ zur Folge. Da keine unmittelbaren fundamentalen Veränderungen und Umwälzungen in der Gesellschaftsstruktur geschehen sind, stimmt die Amerikanische Unabhängigkeitsbewegung nicht mit der Entwicklungsstufentheorie überein. In der Betrachtungsweise des Historischen Materialismus ist die Amerikanische Unabhängigkeitsbewegung also keine sozialpolitische Gesellschaftsrevolution.
Dennoch bewirkten nach Ansicht des Historikers Jürgen Heideking die amerikanischen Ereignisse eine Veränderung der sozialen Verhältnisse: So seien 50 Prozent der Oberschicht ausgetauscht worden und über 70 Prozent der kolonialen Amtsinhaber hätten ihre Stellung verloren. Außerdem soll die Unabhängigkeitsbewegung laut Heideking die Mentalität des „noch durchaus wirksamen monarchisch-ständischen Ständebildes“ endgültig zertrümmert und eine regelrechte „Autoritätskrise“ ausgelöst haben.

### „Revolution nach außen hin“
Weiter lassen sich einige Abweichungen von einem etwas allgemeiner gefassten Revolutionsbegriff erkennen. Die Ursache der Unabhängigkeitsbewegung war hauptsächlich der Konflikt zwischen den amerikanischen Kolonien und ihrem Mutterland Großbritannien gewesen. Viele der späteren Befürworter einer amerikanischen Unabhängigkeit hatten ursprünglich ausschließlich vor, ihre gewohnten, in Großbritannien parlamentarisch abgesicherten Rechte gegenüber der Krone geltend zu machen. Die Steuern, Zölle und Abgaben an Großbritannien wurden nicht mehr akzeptiert. Es gab sowohl kommerzielle – etwa die Forderung nach Befreiung von der Abgabenlast – als auch ideelle – vergleiche den Ausspruch „Keine Steuern ohne Vertretung“ – Gründe, sich vom Mutterland abtrennen und zu einer eigenen politischen Einheit zusammenschließen zu wollen. In dieser Betrachtung wird die Unabhängigkeitsbewegung und der Krieg als eine nationale Frage betrachtet, der als eine „Revolution nach außen hin“ betrachtet werden kann, da infolge einer Unabhängigkeit nicht die bestehende Ordnung vollständig umgewälzt, sondern vielmehr durch eine selbstbestimmte Ordnung fortgeführt werden sollte.

### Politischer Aspekt
Was die fundamentale Umwälzung auf politischer Ebene betrifft, so wird die Amerikanische Unabhängigkeitsbewegung diesem Revolutionskriterium weitgehend gerecht. Der Historiker Hans Christoph Schröder schrieb 1982 über die amerikanische Revolution: „[D]as umfassende Verständnis für den revolutionären Charakter der Ereignisse in Amerika und für ihre weltgeschichtliche Bedeutung ergibt sich erst dann, wenn man sie als Verfassungsrevolution begreift.“ ()
Nach Beendigung des Unabhängigkeitskrieges entstand tatsächlich eine demokratische, vom Mutterland losgelöste und souveräne Republik. Insbesondere die Staatsverfassungen spiegelten dabei das revolutionäre, neue und umwälzende Gedankengut wider: Dazu gehören die in der Unabhängigkeitserklärung erstmals formulierten allgemeinen Menschenrechte, darunter das Recht auf Leben, Freiheit, das Streben nach Glück und die Forderung, dass „alle Menschen gleich geschaffen“ seien. Allerdings gehen die Errungenschaften der amerikanischen Revolution über diesen naturrechtlichen Rahmen hinaus – die Unabhängigkeitserklärung von 1776 stellte nämlich auch eine Vertragstheorie über die Legitimität von Regierungen, die der Sicherung der Naturrechte dienen, und über das Widerstandsrecht des Volkes gegen ungerecht handelnde Regierungen auf. In der Verfassung von 1789 wurden das Prinzip der Volkssouveränität, des Parlamentarismus, der Gewaltenteilung und der gegenseitigen Kontrolle, eines Repräsentativsystems und der individuellen Selbstbestimmung politisch verankert. Damit wurden die aufklärerischen Ideen eines Immanuel Kant, die staatstheoretischen Ansätze eines Charles Montesquieu und die von John Locke postulierten Naturrechte zum ersten Mal in der Geschichte der Neuzeit in die Tat umgesetzt.
Ein Widerspruch zu dem formulierten Gleichheitsgrundsatz bildete jedoch die Diskriminierung von Minderheiten, der amerikanischen Ureinwohner, die zu Opfern der Frontierbewegung wurden, einerseits und die als Sklaven missbrauchten Afroamerikaner andererseits. Außerdem blieben Frauen vom politischen Leben ausgeschlossen. Dennoch ändert dies nichts daran, dass die politische Ordnung von Grund auf auf den Kopf gestellt wurde. In der Verfassung und der Unabhängigkeitsbewegung liegt der Bruch mit den bisherigen Gesellschaftsprinzipien. Die Ergebnisse und die zukünftige Bedeutung des Staatssystems zeigen klar, dass das Ergebnis der Unabhängigkeitsbewegung revolutionär und modern war.
In seinen Vorträgen vor König Maximilian von Bayern aus dem Jahre 1854 verlieh bereits Leopold von Ranke dieser Ansicht Ausdruck, als er meinte:

„Dies war eine größere Revolution, als früher je eine in der Welt gewesen war, es war eine völlige Umkehr des Prinzips. Früher war es der König von Gottes Gnaden, um den sich alles gruppierte; jetzt tauchte die Idee auf, daß die Gewalt von unten aufsteigen müsse. […] Diese beiden Prinzipien stehen einander gegenüber wie zwei Welten, und die moderne Welt bewegt sich in nichts anderem als in dem Konflikt zwischen diesen beiden.“

## Geschichte der Historiographie
Den entscheidenden Beginn der Geschichtsschreibung der amerikanischen Revolution bedeutete die Veröffentlichung der zweibändigen History of the American Revolution im Jahre 1789, eines Werkes des amerikanischen Arztes und Historikers David Ramsay, zu einer Zeit, als die Begeisterung über die vorangegangenen Ereignisse noch groß war und die Amerikanische Revolution daher enthusiastisch gefeiert wurde. Ramsay, der die Unabhängigkeitsbewegung selbst hautnah miterlebt hatte und dabei sogar Mitglied der South Carolina legislature gewesen war, schilderte die Revolution ganz im Sinne des amerikanischen Patriotismus, indem er sie als „das Heroische, geradezu Übermenschliche“ darstellte. Als ein ebenso unkritisches Werk, das die Geburtsstunde der Nation in ein ausschließlich positives Licht rückte, gilt Parson Weems Life of George Washington.
Nicht so Mercy Otis Warrens dreibändiges Werk History of the Rise, Progress, and Termination of the American Revolution (1805), das die gesamte Geschichte der amerikanischen Revolution vom Stamp Act bis zur Ratifizierung der Verfassung beinhaltete: Eigentlicher Inhalt diese Werks seien laut Horst Dippel vielmehr „die heftiger werdenden innenpolitischen Kontroversen zwischen den Föderalisten um Alexander Hamilton [und dem Ehemann der Autorin] John Adams“ „sowie den Republikanern um Thomas Jefferson zum Streit um Auslegung und Wahrung des revolutionären Erbes und der Gründungsprinzipien der Union“ gewesen. Jedenfalls brachte die Autorin in ihr Werk durchaus auch strittige Ideen ein. Solche „Auseinandersetzungen um die rechte Interpretation und ihrer Bedeutung für die eigene Zeit“ bestimmten – im Zuge einer zunehmenden Verwissenschaftlichung der Debatten – die Rezeption der weiteren Jahrzehnte bis zum Ausbruch des Sezessionskrieges.
Erst George Bancroft gelang es mit der Herausgabe seiner zwölfbändigen History of the United States, from the Discovery of the American Continent (Boston 1834–1882), die bald zu einem Standardwerk der amerikanischen Geschichtsschreibung wurde, die bestehenden Kontroversen zu beenden und eine neue Epoche der Rezeptionsgeschichte einzuläuten, indem er die Amerikanische Revolution als Zeichen des „unaufhaltsamen Triumphzuges der Demokratie in der Welt“ interpretierte.

### Primärliteratur
- William Bell Clark et al. (Hrsg.): Naval Documents of The American Revolution. Washington 1964–2005, 11 Bände. (Digitalisate)
- Willi Paul Adams, und Angela Meurer Adams (Hrsg.): Die Amerikanische Revolution in Augenzeugenberichten. dtv, München 1976.
- Bernard Bailyn: Pamphlets of the American Revolution, 1750–1776. Band I. Cambridge (Massachusetts) 1965.
- Worthington Chauncey Ford: Journals of the Continental Congress 1774–1789. 34 Bände, 1904–1937. Neudruck New York 1968.

### Sekundärliteratur
Gesamtdarstellung
- Horst Dippel: Die Amerikanische Revolution 1763–1787. Suhrkamp, Frankfurt am Main 1985, ISBN 3-518-11263-5.
- David Hawke: The Colonial Experience. Bobbs-Merrill, 1966, ISBN 0-02-351830-8.
- Michael Hochgeschwender: Die Amerikanische Revolution. Geburt einer Nation 1763–1815. C. H. Beck, München 2016, ISBN 978-3-406-65442-8.
- Frances H. Kennedy (Hrsg.): The American Revolution: A Historical Guidebook. Oxford University Press, New York 2014, ISBN 978-0-199-32422-4.
- Charlotte A. Lerg: Die Amerikanische Revolution. UTB, Stuttgart 2010, ISBN 978-3-825-23405-8.
- Robert Middlekauff: The Glorious Cause: The American Revolution, 1763–1789, Oxford History of the United States, Oxford University Press, 1982.
- Edmund S. Morgan: The Birth of the Republic, 1763–89. 3. überarbeitete Ausgabe. University of Chicago Press, 1992.
- Gary B. Nash: The Unknown American Revolution: The Unruly Birth of Democracy and the Struggle to Create America. Viking, 2005, ISBN 0-670-03420-7.
- Hans-Christoph Schröder: Die Amerikanische Revolution. Beck, München 1982, ISBN 3-406-08603-9.
- Hermann Wellenreuther: Von Chaos und Krieg zu Ordnung und Frieden. Der Amerikanischen Revolution erster Teil, 1775–1783. LIT, Münster 2006, ISBN 3-8258-4443-9. (= Geschichte Nordamerikas in atlantischer Perspektive von den Anfängen bis zur Gegenwart. Band 3)
- Howard Zinn: Eine Geschichte des Amerikanischen Volkes. Band 2: Unabhängigkeitserklärung, Revolution und das Aufbegehren der Frauen. Schwarzerfreitag, Berlin 2006, ISBN 978-3-937-62352-8.

Darstellung der politischen Ideen und der Verfassungsgeschichte
- Willi Paul Adams: Die Amerikanische Revolution und die Verfassung 1754–1791. Entstehung der amerikanischen Bundesverfassung. Hrsg. mit Angela Adams. dtv dokumente, München 1987.
- Willi Paul Adams: Republikanische Verfassung und bürgerliche Freiheit. Die Verfassungen und politischen Ideen der Amerikanischen Revolution. 1763–1787. Neuwied 1973, ISBN 978-3-472-74537-2.
- Bernard Bailyn: The Ideological Origins of the American Revolution. Harvard University Press, 1967, ISBN 0-674-44301-2.
- Jürgen Heideking: Das Lösen der Bande: Die Formulierung der Unabhängigkeitserklärung und der Verfassung. In: Zeitverlag Gerd Bucerius (Hrsg.): Die Zeit Welt- und Kulturgeschichte in 20 Bänden. Band 10, S. 492–504.
- Dick Howard: Die Grundlegung der amerikanischen Demokratie. Suhrkamp, Frankfurt am Main 2000.
- Dominik Nagl: No Part of the Mother Country, But Distinct Dominions. Rechtstransfer, Staatsbildung und Governance in England, Massachusetts und South Carolina, 1630 - 1769. LIT 2013, ISBN 978-3-643-11817-2.online
- Dimitris Michalopoulos, America, Russia, and the Birth of Modern Greece. Academica Press, Washington/London 2020, ISBN 978-1-68053-942-4.
- Gordon S. Wood: The Creation of the American Republic. University of North Carolina Press 1969.
- Gordon S. Wood: The Radicalism of the American Revolution. Alfred A. Knopf 1992.

Sozialgeschichte
- Carol Berkin:  Revolutionary Mothers. Women in the struggle for American Independence. New York, Vintage 2005.
- David Brion Davis: The Problem of Slavery in the Age of the Revolution. Cornell University Press, Ithaca 1975.
- Christian Gerlach: Eliteninteressen und soziale Konflikte in der Amerikanischen Revolution. Eine soziologische Betrachtung. Vdm Verlag Dr. Müller, 2008, ISBN 978-3-8364-5901-3.
- James O. Horton, Lois E. Horton:  Slavery and the Making of America. Oxford University Press, Oxford 2005.

Militärgeschichte und Unabhängigkeitskrieg
- Clifford J. Rogers, Ty Seidule, Samuel J. Watson (Hrsg.): The West Point History of the American Revolution. Simon & Schuster, New York 2017, ISBN 978-1-4767-8275-1.
- Jürgen Heideking: Siegreiche Rebellen: Der Unabhängigkeitskrieg In: Zeitverlag Gerd Bucerius (Hrsg.): Die Zeit. Welt- und Kulturgeschichte in 20 Bänden. Band 10, Biographisches Institut, Berlin 2006, ISBN 978-3-411-17600-7, S. 505–512.

Ursachen, Ursprünge und Vorgeschichte
- Nick Bunker: An Empire On The Edge: How Britain Came To Fight America. Vintage, London 2016, ISBN 978-0-09-955273-4.
- Frank Kelleter: Amerikanische Aufklärung: Sprachen der Rationalität im Zeitalter der Revolution. Schöningh, 2002, ISBN 3-506-74416-X.
- John C. Miller: Origins of the American Revolution. Little, Brown, 1943. (Reprint: Stanford University Press, 1974, ISBN 0-8047-0593-3; 1991, ISBN 0-8047-0594-1)
- Gary B. Nash: The Urban Crucible: The Northern Seaports and the Origins of the American Revolution. Harvard University Press, 1986, ISBN 0-674-93059-2.

Mediengeschichte
- Frank Becker: Die Amerikanische Revolution als europäisches Medienereignis. In: Europäische Geschichte Online. Hrsg. vom Institut für Europäische Geschichte (Mainz), 2011, abgerufen am: 25. August 2011.

Anfänge
- Jürgen Heideking: Das Streben nach Glück: Die Amerikanische Revolution. In: Zeitverlag Gerd Bucerius (Hrsg.): Die Zeit Welt- und Kulturgeschichte in 20 Bänden. Band 10, S. 490–492.

Vergleichende Revolutionsbetrachtung
- Hannah Arendt: Über die Revolution (On Revolution New York 1963). 4. Auflage. Piper, München 1994, ISBN 3-492-21746-X.